# JR East série E231
Pour les articles homonymes, voir E231 (homonymie).
La série E231 (E231系, E231-kei) (E231けいでんしゃ/E231-keidensha ou JR東日本E231系電車/JR Higashinihon E231-keidensha) est un type de rames automotrices électrique utilisée pour les services de banlieue et périurbains exploités par la East Japan Railway Company (JR East) dans le grand Tokyo depuis 2000.

## Histoire
Cette série a été développée et introduite pour remplacer les précédentes séries qui dataient de l’époque de Japanese National Railways et qui commençaient à devenir obsolètes à la fin des années 1990. Cela concerne les trains de banlieue (séries 103, 201, 205 et 301) et trains périurbains (séries 113 et 115). La série E231 est le "train-symbole" qui représente la JR East pour les années 2000-2010.
La série E231-0 est arrivée en 2000 sur les lignes Chūō-Sōbu et Jōban, suivie de la série E231-1000 le même année. En 2002, la série E231-500 entre en service sur la ligne Yamanote. L’année suivante, la série E231-800 arrive pour les services interconnectés avec la ligne Tōzai du métro de Tokyo et la série 70-000 de la TWR pour la ligne Rinkai (ligne privée avec la JR comme actionnaire principal).

## Description
La série E231 découle des séries 209 et E217 antérieures, dans l'objectif de baisser les coûts de recherche et de conception. Les objectifs de développement de cette série sont "la réduction du coût du cycle de vie" et "l'amélioration du service". Cette série est un véhicule développé conjointement par JR East et Tokyu Vehicle Manufacturing, et est également fabriqué par Kawasaki Heavy Industries et JR East Niitsu Vehicle Manufacturing Co., Ltd., en plus de Tokyu Vehicle Manufacturing (cependant, les voitures Green car sont fabriquées à Niitsu).
La rame prototype construite en 1998 pour les essais sur la ligne Chūō-Sōbu était classée série 209-950, devenant plus tard la série E231-900.
À partir de 2000, la première variante périurbaine de la série E231-1000 a été livrée pour une utilisation sur les lignes Utsunomiya et Takasaki au nord de la gare d'Ueno à Tokyo. Ces trains comprenaient des sièges transversaux dans certaines voitures et étaient également équipés de toilettes. La production s'est poursuivie jusqu'en 2006 et des trains ont été livrés pour être utilisés sur la ligne principale Tōkaidō au sud de Tokyo. À partir de 2004, deux voitures de première classe "Green Car" à deux niveaux ont été insérées dans toutes les rames de dix voitures de la série E231-1000.
La série 231-500 possède une face avant spécifique par rapport aux autres séries E231. Cela a été décidé à cause son affectation sur la ligne Yamanote qui est la ligne ferroviaire emblématique de Tokyo. Voulant marquer le coup, les autorités de la JR East ont donc demandé une face avant distinctive du reste du réseau pour renforcer l'identité de la ligne.

### Extérieur
La principale différence visible étant des trains plus larges (2 950 mm par rapport aux 2 800 mm pour les modèles précédents). La série E231-800 est plus étroite avec 2 800 mm de largeur et possède des portes d'extrémité pour l'interconnexion avec la ligne Tōzai du métro de Tokyo qui est souterraine (la loi imposant une porte à l'avant des trains pour l'évacuation des passagers). Jusqu'en 2011, les voitures 7 et 10 des E231-500 étaient équipées de 6 portes par face au lieu de 4.
Les caisses sont en acier inoxydable avec une bande dont la couleur correspond à la ligne d'affectation de la rame.

### Intérieur
A l'intérieur des voitures, les panneaux sont blancs, le revêtement de sol est gris et la couleur de la sellerie est bleue (à l'exclusion de la sous-série 500). Cependant, les sièges prioritaires utilisent un coloris gris et rayures diagonales rouges. L'agencement des sièges est longitudinal.
De plus, un espace pour les usagers en fauteuil roulant est installé dans chaque voiture de tête des rames (sauf dans la sous-série 800).
En plus d'adopter les mêmes sonneries de portes que les séries 209, E217 ou 501, différentes informations voyageurs sont affichées par des bandeaux défilant LED ou à cristaux liquides pour la sous-série 500. Dans le cas du bandeau LED, il existe deux types, à une ou deux lignes d'affichage. Il affiche la prochaine gare à être desservie, dans l'ordre Kanji → Romaji → Katakana. Certains véhicules sont équipés d'un dispositif d'information appelé VIS pour améliorer le guidage des passagers.
Le type à deux lignes affiche au niveau inférieur, les destinations, les informations sur la gare suivante, les informations de sortie, etc. au niveau supérieur, et affiche l'affichage de l'heure, les informations de transfert, les actualités, les informations de fonctionnement, etc. De plus, lorsque de nouvelles informations sur l'exploitation du train sont reçues, un son d'alerte retentit. Lors de la manipulation d'un freinage d'urgence, l'afficheur indiquera « arrêt brusque » en rouge.
L'installation de caméras de sécurité dans les voitures est encouragée depuis environ 2019, et les caméras de sécurité avec éclairage intégré dans la voiture sont en cours d'installation dans cette série. L'emplacement d'installation est la partie supérieure de chaque porte, et seul cet emplacement a été mis à jour avec un éclairage LED.

Éclairage LED et caméra de surveillance intégrée

### Cabine de conduite
La cabine de conduite est essentiellement une cabine avec une structure unitaire adoptée dans la série 209. Le contrôleur principal est fourni par Toshiba et est une poignée à main gauche. Les équipements de sécurité sont équipés en standard d'un dispositif d'arrêt d'urgence (dispositif EB) et d'un dispositif de protection des trains d'urgence (dispositif TE). Chaque train dispose d'un tabouret auxiliaire pouvant servir d'échelle de secours dans la salle d'équipage en cas d'anomalie.
Dans les véhicules de la série 231-0, 231-500, et 231-800, les compteurs de vitesse sont de type analogique, des manomètres et divers voyants sont installés, et le moniteur TIMS a un écran. Par ailleurs, dans les 231-0 et 231-500 pour la ligne Joban Rapid, équipée du dispositif d'information (VIS), des travaux d'installation d'écrans TIMS avec un 2e moniteur sont en cours sur le côté droit du tableau de bord compte tenu de l'augmentation d'informations à traiter à l'avenir.
Après cela, dans le type de banlieue pour la ligne Tokaido (E231-1000) et version suivantes, le compteur de vitesse, le manomètre et divers voyants ont été remplacés par le système de "cockpit en verre" (glass cockpit), utilisant des écrans à cristaux liquides (LCD), afin de les rendre plus lisibles, fonctionnels et une réduction des coûts. Dans le cas de cette méthode, le moniteur LCD dispose de trois écrans, qui sont l'affichage du compteur n ° 1, l'affichage TIMS (Train Information Management System) et l'affichage du compteur n ° 2 à partir de la gauche, et même si un écran ne fonctionne plus, ils peuvent se sauvegarder l'un l'autre, ce qui est redondant. La cloison arrière de la salle d'équipage comporte une sortie de secours derrière le siège du conducteur, une grande fenêtre avec un rideau de protection contre la lumière au centre et une fenêtre de porte de séparation du côté passager. De plus, une main courante encastrée est installée sous la grande vitre du véhicule supplémentaire.

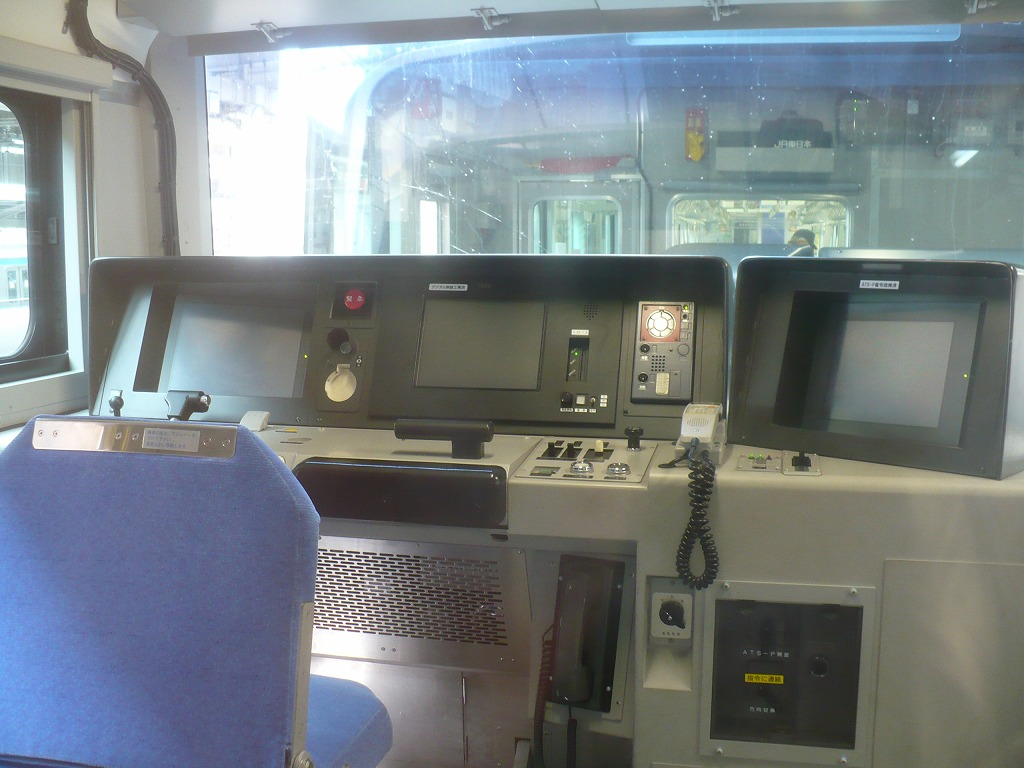
Glass Cockpit d'une serie E231
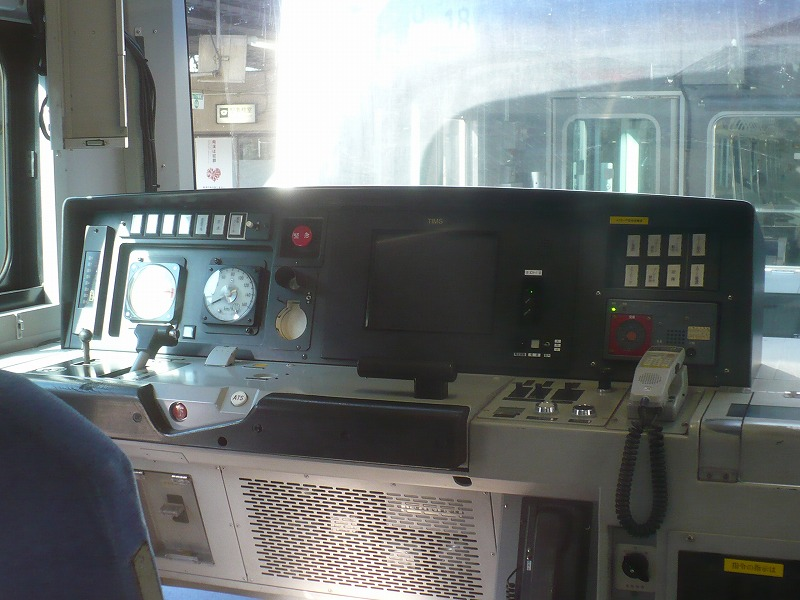
Cabine traditionnelle avec écran TIMS

## Caractéristiques techniques
Cette série est réalisée sous la forme d'un train d'usage général, qui unifie la classification des classiques trains de banlieue et les trains dits périurbain (banlieue longue distance), et pour cela son réglage est un rapport d'engrenage de 7,07, pour une vitesse maximale de 120 km/h, et une accélération à partir de 2,5 km/h/s (hors série 231-500/800).
En améliorant les performances des équipements onduleurs VVVF et en renforçant le moteur électrique principal (en adoptant le type MT73 conçu pour une rotation élevée), on optimise pour un train de banlieue pour courtes distances. La série 209 (rapport de démultiplication 7,07, vitesse maximale 110 km). série E217 (rapport de démultiplication 6,06, vitesse maximale 120 km/h, accélération de démarrage 2,0 km/h/s), sont réglés comme des trains de banlieue périurbains, tout en conservant la même force d'accélération que les série E231 urbaines. Le système de contrôle à onduleurs VVVF est issu de deux constructeurs. Les premières séries (0-500-800-900) qui sont essentiellement des lignes de banlieues, possède le système de contrôle  Mitsubishi IPM-IGBT VVVF type SC60A surnommé Tornado inverter (parfois Ghost inverter) dû au son très particulier lors de l'accélération. La série E231-1000, étant périurbaine et nécessitant des vitesses plus élevée (120 km/h) possède elle, des systèmes de contrôle construits par Hitachi en  IGBT VVVF (surnommé Crash Inverter dû au son qui chute lors du lancement).
L'onduleur VVVF est réglable entre le type "banlieue" et le type "périurbain", l'appareil ayant ces deux modes de performance, déclenchable à partir du commutateur en cabine ou TIMS. Le moteur de traction MT73 est fabriqué par Mitsubishi Electric, Toshiba, et Toyo Denki Seizo. Le boîtier de contrôle TIMS est installé sur la voiture de tête (IMS = nom du logiciel utilisé pour TIMS), le standard (NFB), le commutateur de masse (GS), l'ATS-P, etc. sont également intégrés au même endroit.
Le système de freinage est une combinaison d'un frein à air de type commande électrique et d'un frein à récupération d'énergie. Dans un véhicule électrique, le frein à récupération d'énergie peut être utilisé juste avant l'arrêt, et la commande de retard du frein à air est également utilisée. À cet effet, il est possible d'égaliser l'usure des mâchoires de frein dans chaque véhicule d'accompagnement en effectuant un contrôle de retard dans chaque unité de formation par TIMS. La série 500 pour la ligne Yamanote et la série 800 pour la ligne Tozai sont également compatibles avec les freins électriques purs. Dans le même temps, des freins de secours directs, des freins résistants à la neige et des freins de décélération ne seront installés que dans les formations prévues pour les banlieues.
Le compresseur d'air électrique (CP) qui fournit de l'air aux freins est équipé d'un type à vis silencieux fabriqué par Knorr-Bremse, qui a fait ses preuves dans les séries 209 et E217. Dans cette série, l'ensemble du dispositif y compris le déshumidificateur est logé dans un boîtier intégré (boîtier groupe compresseur).
Comme pour la série 209, le bogie est un bogie sans traversin de type arbre, le bogie de puissance est la série DT61 et le bogie qui l'accompagne est la série TR246 (cependant, la série Saha E231 type 4600 est la série E233 type TR255A). L'amortisseur de lacet de type suburbain est installé uniquement sur les voitures vertes comme la série E217, et pour toutes les voitures ordinaires, y compris le type de navette, l'emplacement est déjà pré équipé  (pour prévoir une amélioration future de la vitesse). Un frein de stationnement est installé sur le bogie avant de la voiture de tête.
Pour collecter le courant via la caténaire, les E231 utilisent un pantographe a bras unique type PS33B, PS33(E231-900), et PS33D(E231-800).
La climatisation est centralisée de type AU725 (série) d'une capacité de 48,84 kW (42 000 kcal/h) ou d'une capacité améliorée de type AU726 (série) d'une capacité de 58,14 kW (50 000 kcal/h (hors voitures Green Car de type banlieue). Le système de climatisation est contrôlé par TIMS (Train Information Management System) permettant une climatisation entièrement automatique. Celui-ci est automatiquement sélectionné parmi "mode refroidissement / chauffage / déshumidification / ventilation" en fonction de la fonction de reconnaissance saisonnière par la fonction calendrier dans TIMS, température intérieure / extérieure, humidité, taux d'occupation, etc., et permet le contrôle optimal pour chaque véhicule.

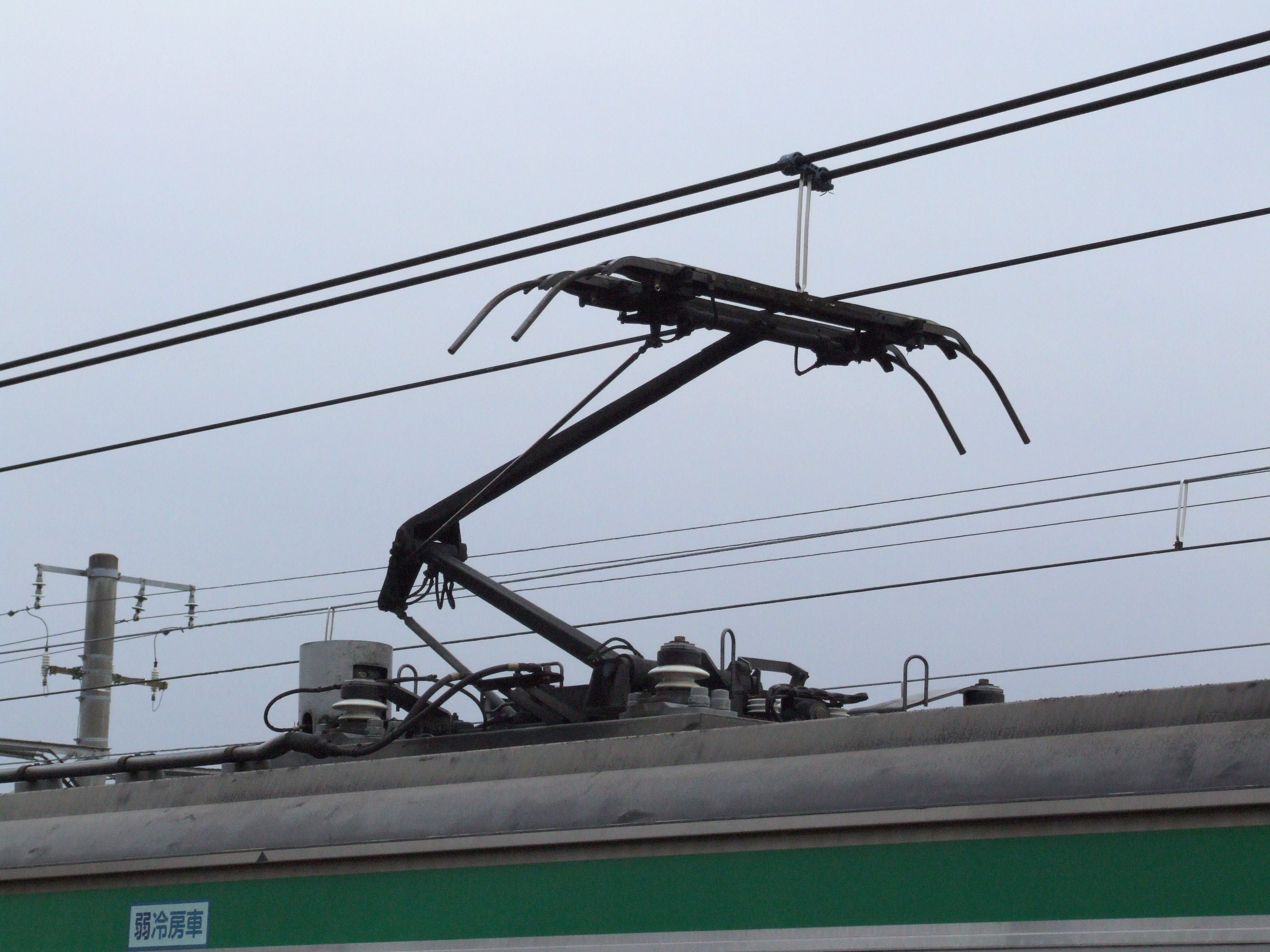
Pantographe PS33
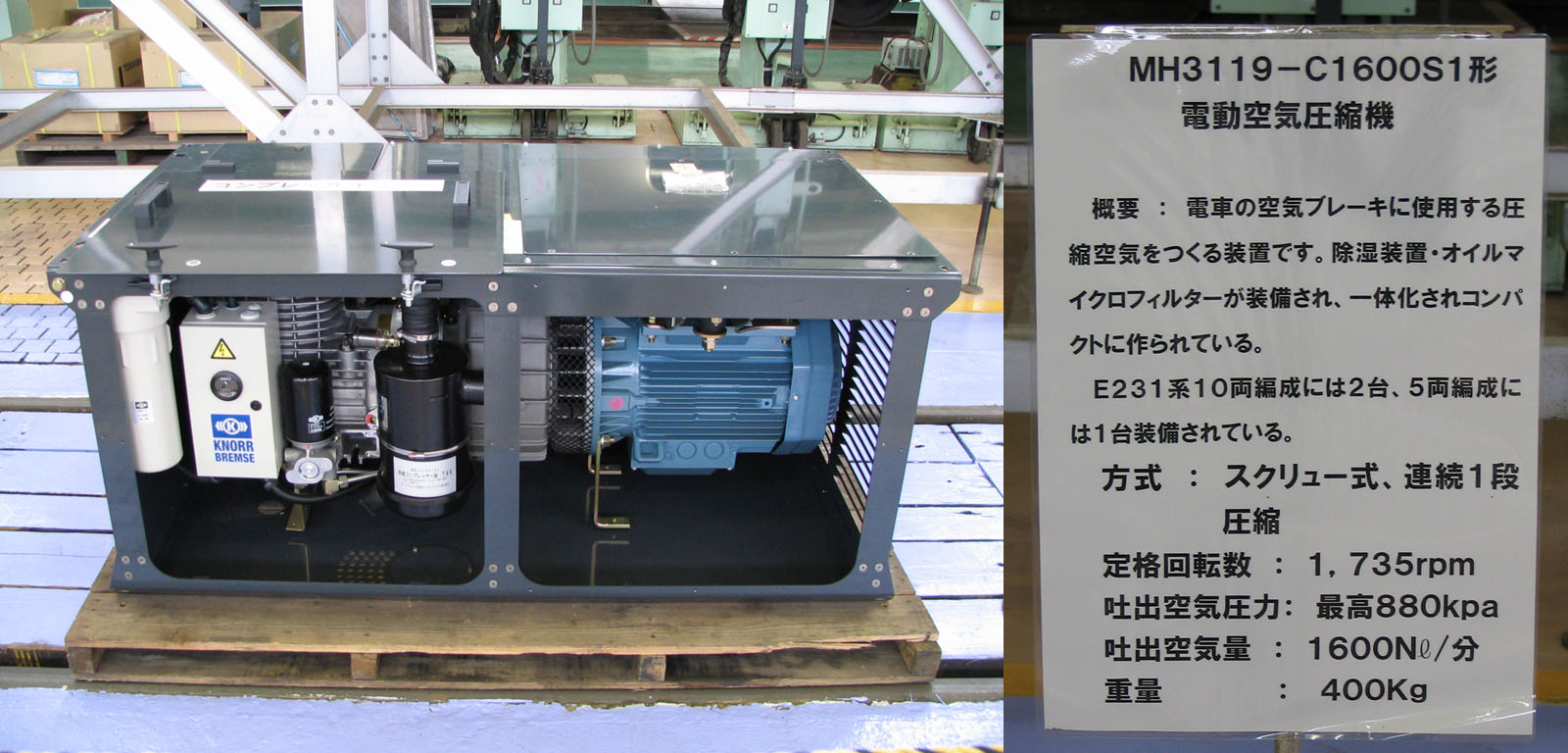
Ecorché du boitier du compresseur
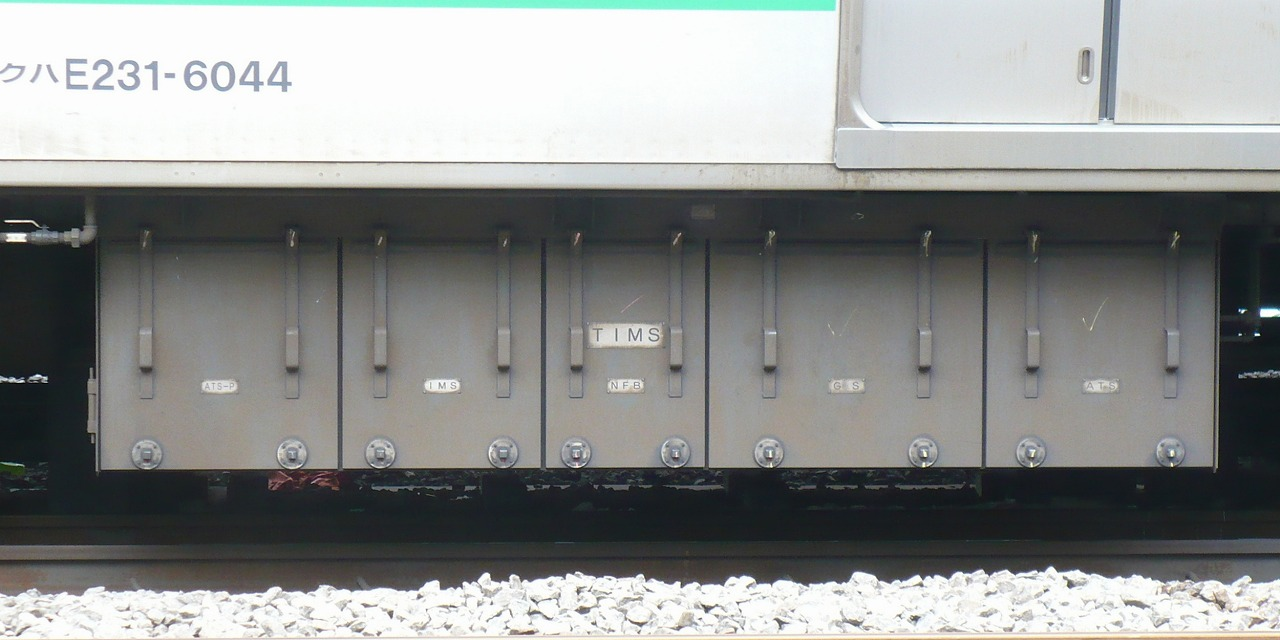
Boitier sous caisse contenant le TIMS
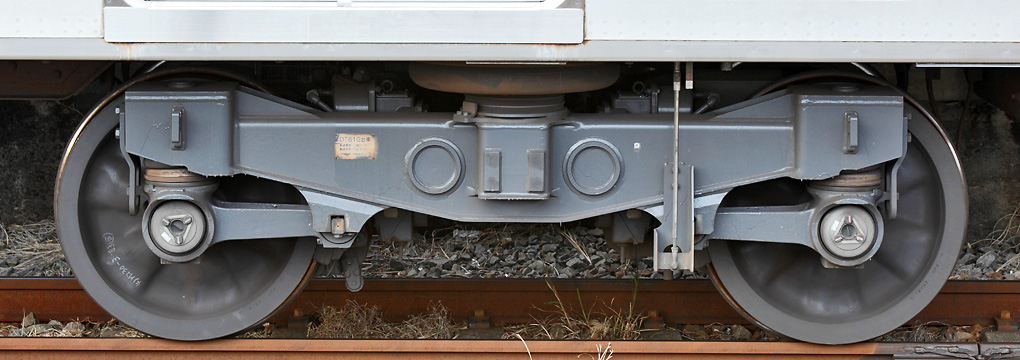
Bogie motorisé DT61G
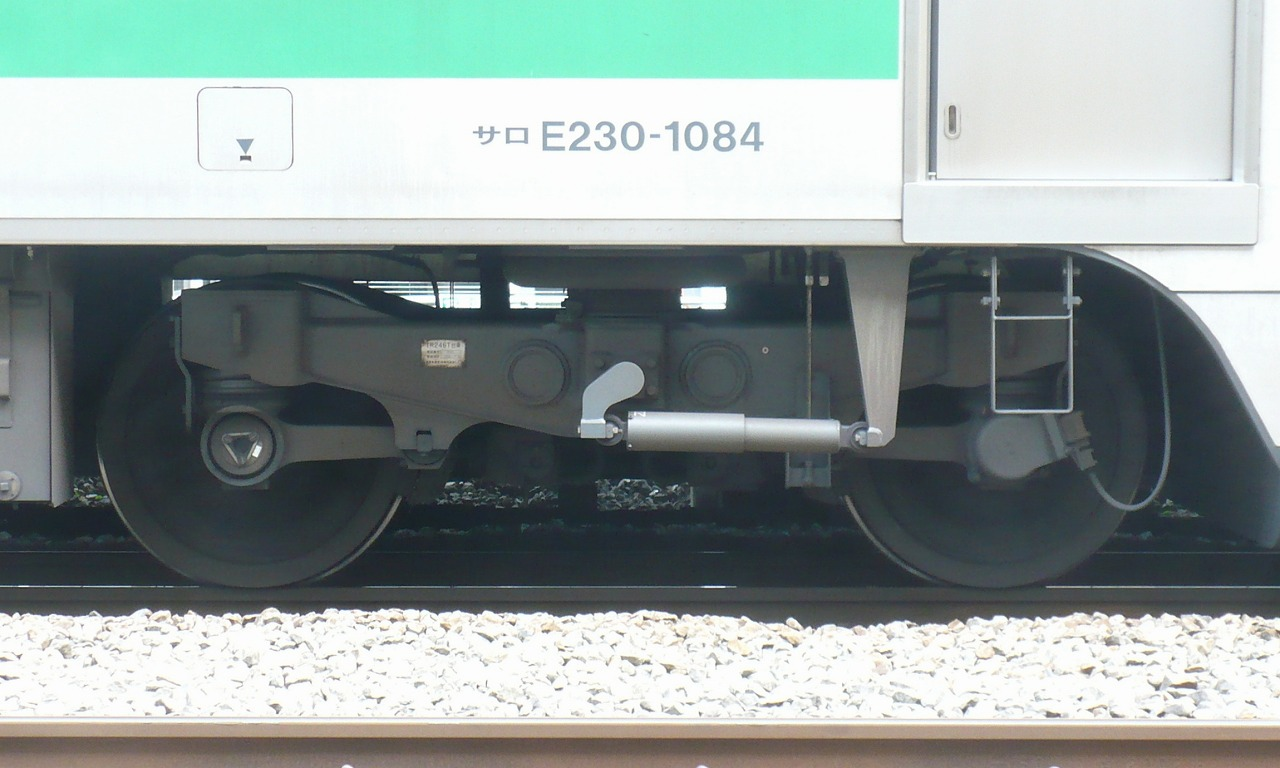
Bogie avec amortisseur de lacet sur la voiture 2 niveaux

## Variantes

### Affectations actuelles
- /  /  série E231-0 : Rames de 8 voitures, 10 voitures et 10 + 5 voitures utilisées sur les lignes Chūō-Sōbu, Jōban, Narita, Musashino et Keiyō.
- série E231-500 : Rames de 10 voitures utilisées sur la ligne Chūō-Sōbu.
- série E231-800 : Rames de 10 voitures utilisées sur les lignes Chūō-Sōbu et Tokyo Metro Tōzai.
- série E231-1000 : Rames de 10 + 5 voitures utilisées sur les lignes Tōkaidō, Shōnan-Shinjuku, Takasaki, Ueno-Tokyo et Utsunomiya.
- série E231-3000 : Rame de 4 voitures converties à partir d’anciennes rames de la série E231-0 pour être utilisées sur les lignes Kawagoe et Hachikō.

### Anciennes affectations
- série E231-500 : Rames de 11 voitures utilisées sur la ligne Yamanote du 21 avril 2002 au 12 janvier 2020.
- série E231-900 : Rame prototype de 10 voitures utilisé sur la ligne Chūō-Sōbu, anciennement connue sous le nom de série 209-950.

## Formations

### Information
- Cont: Dispositif de contrôle du véhicule,
- SIV : Alimentation auxiliaire (onduleur statique)
- CP: Compresseur d'air,
- ♀: Véhicule réservé aux femmes
- < ou > : pantographe
- MoHa ou Moha (モハ) →Motrice sans cabine
- SaHa ou Saha (サハ) →Remorque sans cabine
- KuHa ou Kuha (クハ) →Remorque avec cabine
- KuMoHa ou Kumoha (クモハ) →Motrice avec cabine
- SaLo ou Salo (サロ)→Voiture 2 niveaux (Green car/1re classe)

### série E231-0
Elles sont affectées essentiellement aux lignes Jōban et Chūō-Sōbu.
La principale différence avec les autres versions, vient de l'esthétique de la face avant  et l'utilisation de l'onduleur 3 niveaux Mitsubishi IGBT VVVF (Tornado Inverter)

#### Ligne Chūō-Sōbu
Par le passé, les rames à 10 voitures étaient composées de 4 motrices et 6 remorques (4M6T). Depuis 2018, la composition est passée à 6 motrices et 4 remorques (6M4T). Ne pouvant garder le même nombre de rames avec cette nouvelle composition, certaines remorques et motrices restantes sont devenues des E231-3000 par reconfiguration à 4 voitures par rames, et transférées aux lignes Hachikō et Kawagoe. Les E231-500 provenant de la ligne Yamanote (remplacées par les E235-0) compensait la perte du nombre de rames à 10 voitures.
En date du 19 mars 2020, 6 rames à 10 voitures (B10–B12, B14, B26, B27) sont basées au dépôt  de Mitaka.
|              | ← ChibaMitaka -Tachikawa → |           |           |           |           |           |           |           |           |           |
|              |                            |           |           |           |           |           |           |           |           |           |
| voiture n°.  | 10                         | 9         | 8 <       | 7         | 6         | 5 <       | 4         | 3         | 2 <       | 1         |
| Désignation  | Tc                         | M         | M'        | T         | M         | M'        | T         | M         | M'        | Tc'       |
| Numérotation | KuHa E231                  | MoHa E231 | MoHa E230 | SaHa E231 | MoHa E231 | MoHa E230 | SaHa E231 | MoHa E231 | MoHa E230 | KuHa E230 |
| Equipement   |                            | VVVF      | SIV, CP   |           | VVVF      | SIV, CP   |           | VVVF      | SIV, CP   |           |

- Les voitures 8, 5 et 2 ont chacune un pantographe à un bras de type PS33B
- Les voitures 1 et 10 ont un espace pour fauteuil roulant.
- La voiture 4 est désignée comme une voiture légèrement climatisée.

#### Ligne Jōban

##### Rames à 10 voitures
Au 17 août 2020, 18 rames de dix voitures (101-117, 119) sont basées au dépôt de Matsudo dans la préfecture de Chiba, et composées comme indiqué ci-dessous avec quatre motrices et six remorques (4M6T).
|              | ← Narita - TorideUeno - Shinagawa → |           |           |           |           |           |           |           |           |           |
|              |                                     |           |           |           |           |           |           |           |           |           |
|              |                                     |           |           |           |           |           |           |           |           |           |
| voiture n°.  | 10                                  | 9         | 8 <       | 7         | 6         | 5         | 4         | 3 <       | 2         | 1         |
| Désignation  | Tc                                  | T         | M         | M'        | T         | T         | T         | M         | M'        | Tc'       |
| Numérotation | KuHa E231                           | MoHa E231 | MoHa E230 | SaHa E231 | MoHa E231 | MoHa E230 | SaHa E231 | MoHa E231 | MoHa E230 | KuHa E230 |
| Equipement   |                                     |           | VVVF      | SIV, CP   |           |           |           | VVVF      | SIV, CP   |           |

- Les voitures 3 et 8 ont chacune un pantographe à un bras de type PS33B
- Les voitures 1 et 10 ont un espace pour fauteuil roulant
- La voiture 8 est désignée comme une voiture légèrement climatisée.

##### Rames de 5 voitures
Au 1er octobre 2018, 19 rames de cinq voitures (121 à 139) sont basées au Dépôt de Matsudo dans la préfecture de Chiba et composées comme indiqué ci-dessous avec deux motrices et trois remorques (4M6T).
|              | ← Narita, TorideUeno, Shinagawa → |           |           |           |           |
|              |                                   |           |           |           |           |
|              |                                   |           |           |           |           |
| voiture n°.  | 15                                | 14        | 13 <      | 12        | 11        |
| Désignation  | Tc                                | T         | M         | M'        | Tc'       |
| Numérotation | KuHa E231                         | SaHa E231 | MoHa E231 | MoHa E230 | KuHa E230 |
| Equipement   |                                   |           | VVVF      | SIV, CP   |           |

- La voiture 13 a un pantographe à un bras de type PS33B.
- Les voitures 11 et 15 ont un espace pour fauteuil roulant
- La voiture 14 est désignée comme une voiture légèrement climatisée

##### Livrée spéciale
En avril 2021, JR East a célébré le 120e anniversaire de la branche Abiko de la ligne Narita. Pour commémorer cela, la face avant des cabines de la rame 139 a été repeinte le 13 avril avec les bandes bleues et crème typique des lignes Sōbu et Yokosuka, tandis que le reste du train a conservé sa livrée émeraude/jaune-vert de la ligne Joban. Puis, le 29 avril, le reste du train a également été repeint dans la livrée bleue et crème des lignes Sōbu et Yokosuka.

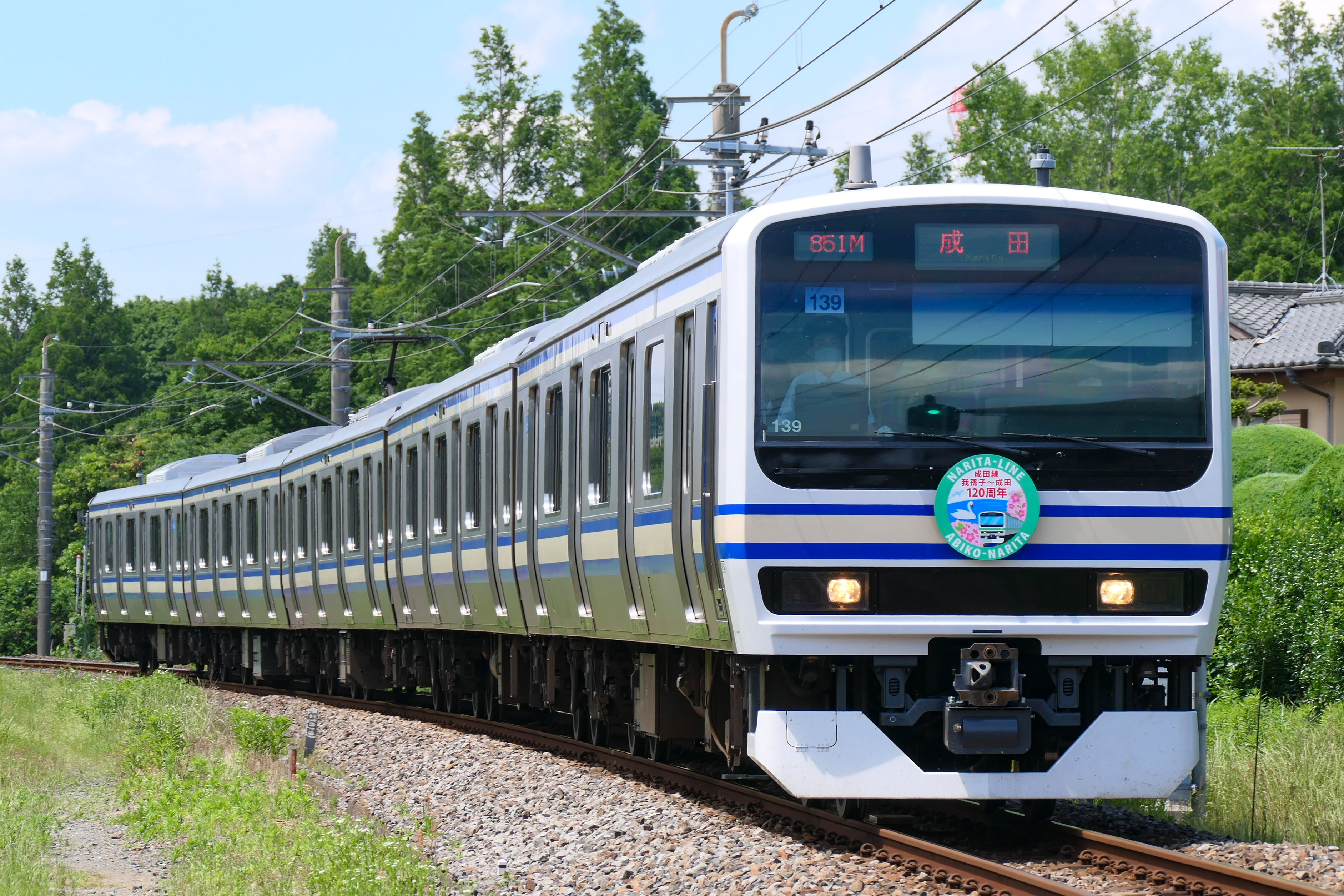
Rame 139 en livrée Sobu-Yokosuka
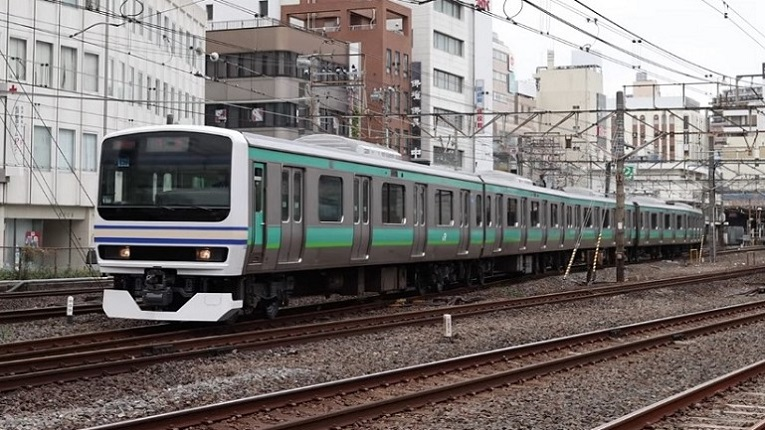
Première version de la livrée Sobu-Yokosuka

#### Ligne Musashino
Au 12 octobre 2020, 33 rames de huit voitures (MU2-MU22, MU31-MU39, MU41-MU43) sont basées au dépôt de Keiyō et formées comme indiqué ci-dessous avec quatre motrices et quatre remorques (4M4T).
|              | ← Tokyo, Kaihinmakuhari, Nishi-FunabashiFuchūhommachi → |           |           |           |           |           |           |           |
|              |                                                         |           |           |           |           |           |           |           |
|              |                                                         |           |           |           |           |           |           |           |
|              |                                                         |           |           |           |           |           |           |           |
| voiture n°.  | 1                                                       | 2 <       | 3         | 4         | 5         | 6 <       | 7         | 8         |
| Désignation  | Tc                                                      | M         | M'        | T         | T         | M         | M'        | Tc'       |
| Numérotation | KuHa E231                                               | MoHa E231 | MoHa E230 | SaHa E231 | SaHa E231 | MoHa E231 | MoHa E230 | KuHa E230 |
| Equipement   |                                                         | VVVF      | SIV, CP   |           |           | VVVF      | SIV, CP   |           |

- Les voitures 2 et 6 ont chacune un pantographe à un bras de type PS33B.
- Les voitures 1 et 8 ont un espace pour fauteuil roulant.
- La voiture 4 est désignée comme une voiture légèrement climatisée

### série E231-500
Une flotte de 52 rames série E231-500 de 11 voitures a été livrée de janvier 2002 à avril 2005 pour une utilisation sur les services de la ligne Yamanote, remplaçant la flotte précédente de la série 205. Les premiers trains sont entrés en service le 21 avril 2002. Ces trains comprennent une commande de train automatique numérique D-ATC et comportent des paires d'écrans LCD d'information sur les passagers au-dessus de chaque porte en interne. Ces écrans affichent également des publicités. Chaque rame de 11 voitures contenait à l'origine deux remorques SaHa E230 à six portes (voitures 7 et 10) avec six paires de portes par côté et des banquettes qui étaient repliées jusqu'à 10 heures du matin en semaine pour fournir de la place debout uniquement pendant la pointe du matin. À partir du 22 février 2010, les sièges ont pu être utilisés pendant la pointe du matin.

#### SaHa E231-600/-4600
Pour uniformiser l'espacement des portes avant l'introduction des portes palières sur toutes les gares de la ligne Yamanote d'ici 2017, les deux voitures à six portes de chaque rame ont ensuite été remplacées par une nouvelle voiture à quatre portes entre février 2010 et août 2011, dont les premières ont été livrées depuis l'usine JR East de Niitsu le 1er février 2010.
Les nouvelles voitures SaHa E231-600 (nouvelle voiture 7) incorporaient certains éléments de la nouvelle série E233, notamment les sièges et les mains courantes.
Les nouvelles voitures SaHa E231-4600 (nouvelle voiture 10) ont été construites presque entièrement selon les normes de la série E233(visibles par les portes) ; ils ont également un espacement irrégulier des portes correspondant à la voiture de tête (le rames E233 sont à 10 voitures) des ensembles E233-1000 de la ligne Keihin-Tōhoku qui doivent parfois partager les mêmes plates-formes pendant les travaux d'ingénierie. Cela se traduit par des sièges intérieurs disposés en 3-7-7-5-4, au lieu de la disposition normale en 3-7-7-7-3.

#### Transfert sur la ligne Chūō-Sōbu
En octobre 2014, l'ancienne rame 520 de la ligne Yamanote est sortie de révision en tant que rame de dix voitures, numéroté A520, attribué à au dépôt de Mitaka aves la livrée jaune de la ligne Chūō-Sōbu. Elle est entrée en service commercial sur la ligne Chūō-Sōbu à partir du 1er décembre 2014. Une deuxième rame, la rame 540 de la ligne Yamanote, a été convertie en une rame de dix voitures pour une utilisation sur la ligne Chūō-Sōbu en mai 2016, renumérotée A540. Entre 2017 et 2020, les rames restantes ont été transférées sur la ligne Chūō-Sōbu car la série E235 les a remplacées sur la ligne Yamanote. Les voitures SaHa E231-4600 ont été retirées car la ligne Chūō-Sōbu utilise des trains de 10 voitures et non 11. En conséquence, 48 des 52 voitures SaHa E231-4600 excédentaires ont été mises à jour aux normes de la série E235 (et renumérotées SaHa E235-4600) et continuent d'être utilisés sur la ligne Yamanote intégrées aux rames E235, tandis que les 4 voitures restantes ont été mises au rebut. La dernière rame E231-500 (rame 506) de la ligne Yamanote a terminé son service en janvier 2020 et a été convertie pour la ligne Chūō-Sōbu en tant que rame A506.

#### Ligne Yamanote (ancienne affectation)
Les rames étaient basées au dépôt de Hiromachi (près d’Oimachi) et étaient composée de 6 motrices et 5 remorques (6M5T)
|              | ←Ueno / Tokyo / Shinagawa (depuis Osaki)(depuis Osaki) Shibuya / Shinjuku / Ikebukuro → |                |               |               |               |               |               |               |               |               |               |
|              |                                                                                         |                |               |               |               |               |               |               |               |               |               |
| voiture n°.  | 11                                                                                      | 10             | 9 <           | 8             | 7             | 6 <           | 5             | 4             | 3 <           | 2             | 1             |
| Désignation  | Tc                                                                                      | T              | M             | M'            | T             | M             | M'            | T             | M             | M'            | Tc'           |
| Numérotation | KuHa E231-500                                                                           | SaHa E231-4600 | MoHa E231-500 | MoHa E230-500 | SaHa E231-600 | MoHa E231-500 | MoHa E230-500 | SaHa E231-500 | MoHa E231-500 | MoHa E230-500 | KuHa E230-500 |
| Equipement   |                                                                                         |                | VVVF          | SIV, CP       |               | VVVF          | SIV, CP       |               | VVVF          | SIV, CP       |               |

- Les voitures 3, 6 et 9 avaient chacune un pantographe à un bras de type PS33B.
- Les voitures 1 et 11 avaient un espace pour fauteuil roulant
- La voiture 4 a été désignée comme une voiture légèrement climatisée

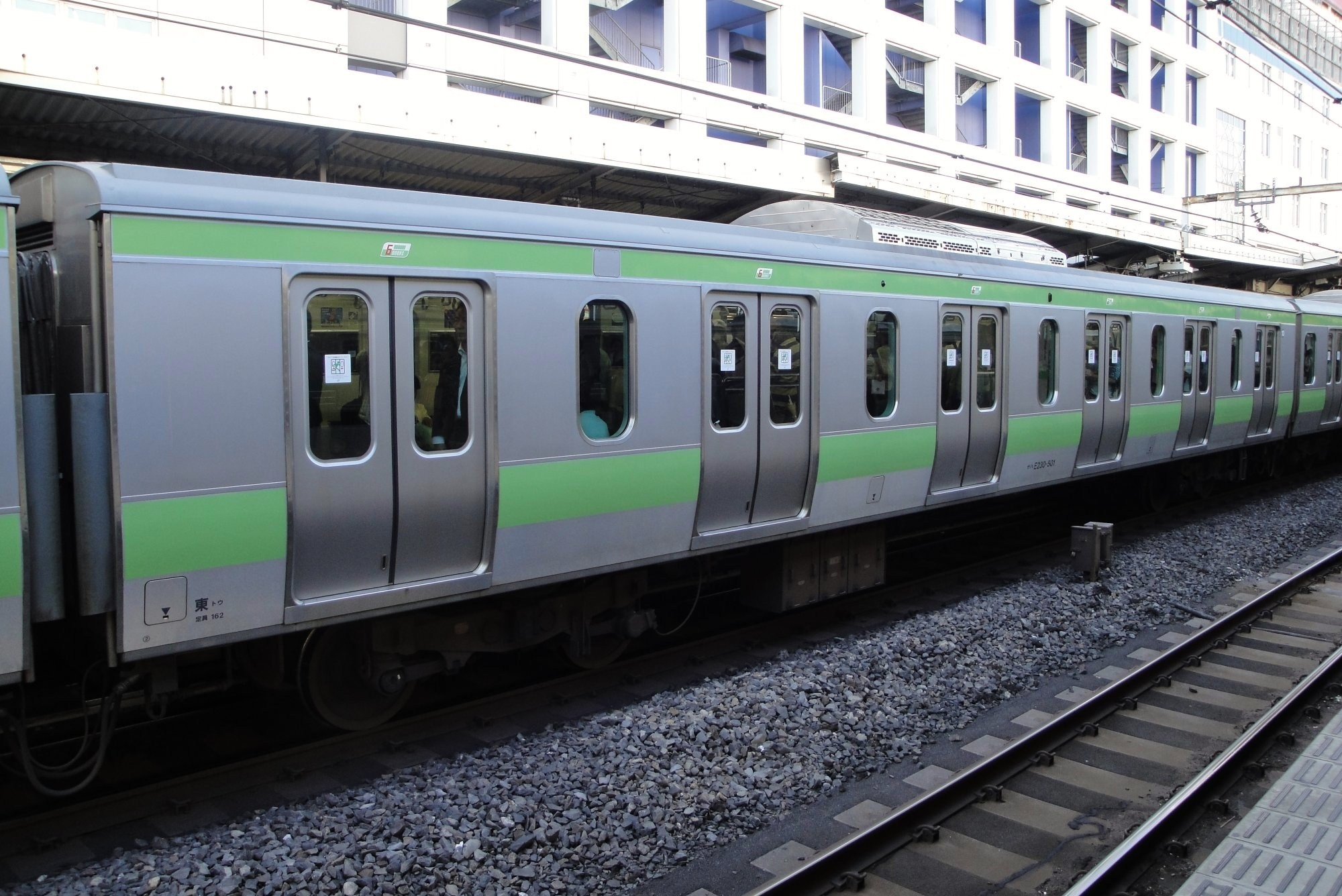
Ancienne voiture a 6 portes à Ikebukuro en 2010
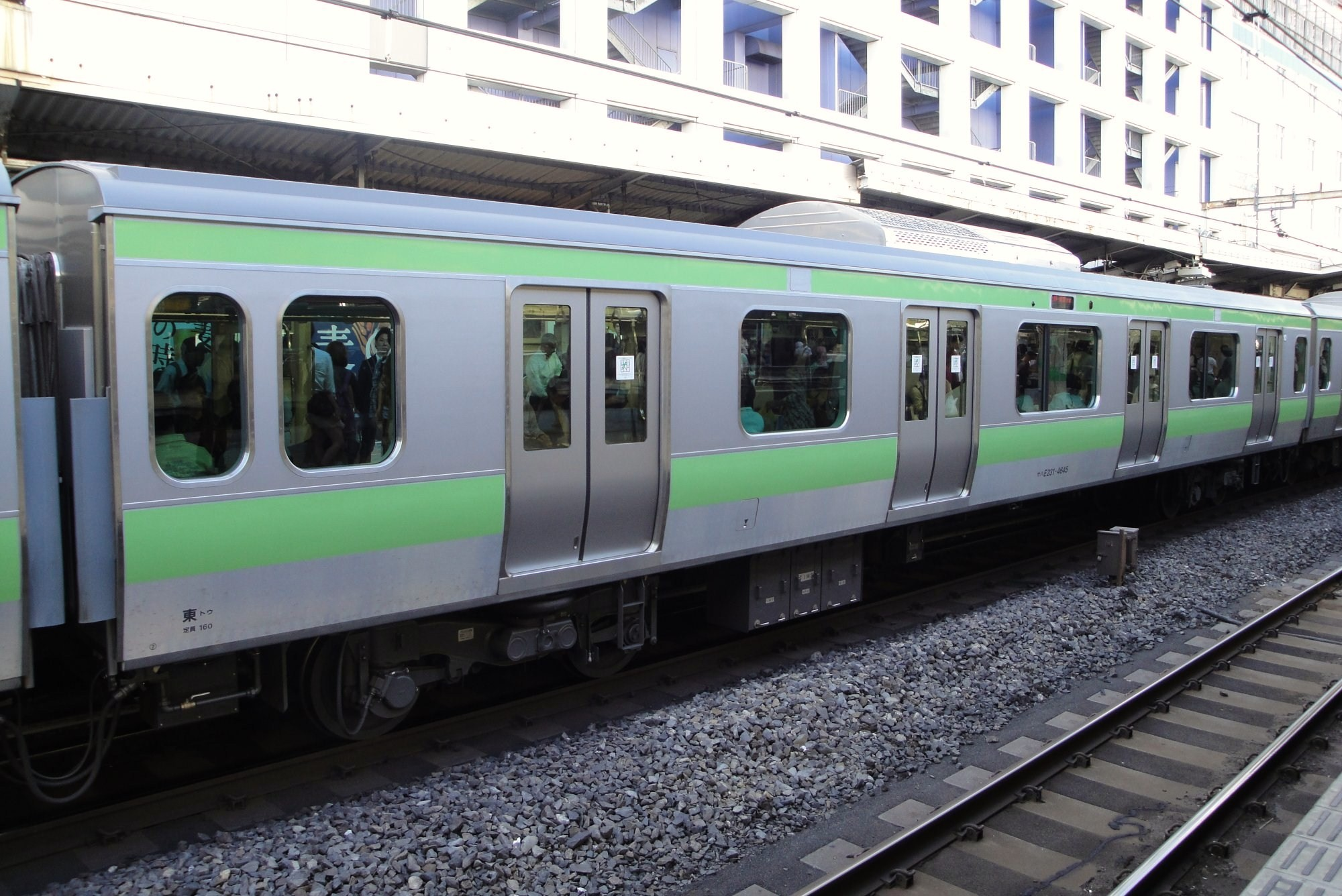
nouvelle voiture a 4 portes Saha 231-4600 à Ikebukuro
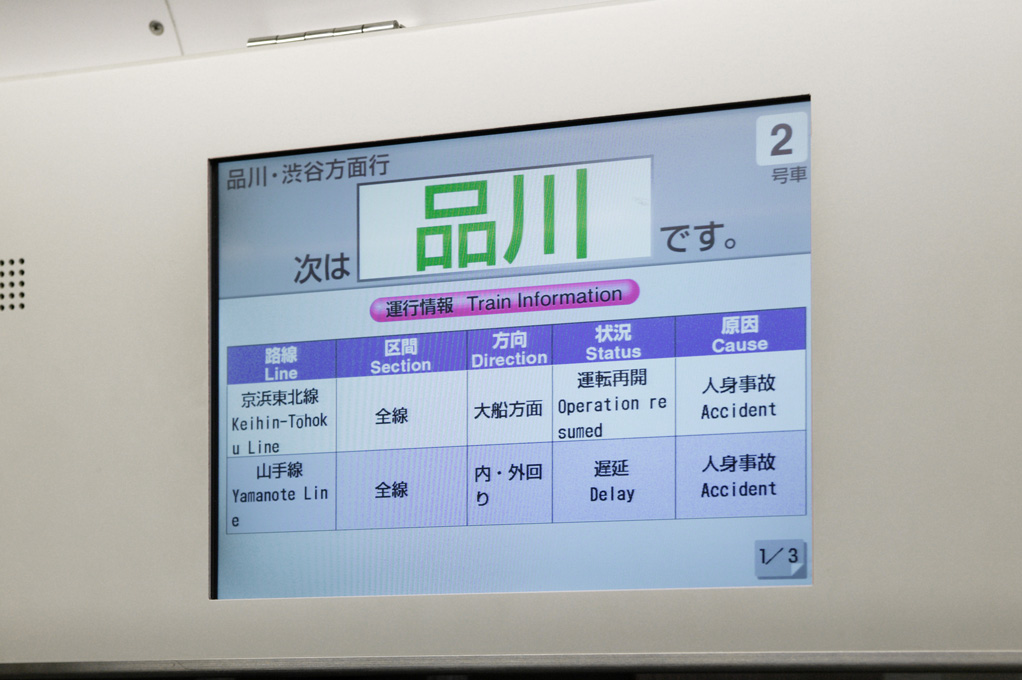
Ecran LCD d'infos voyageurs
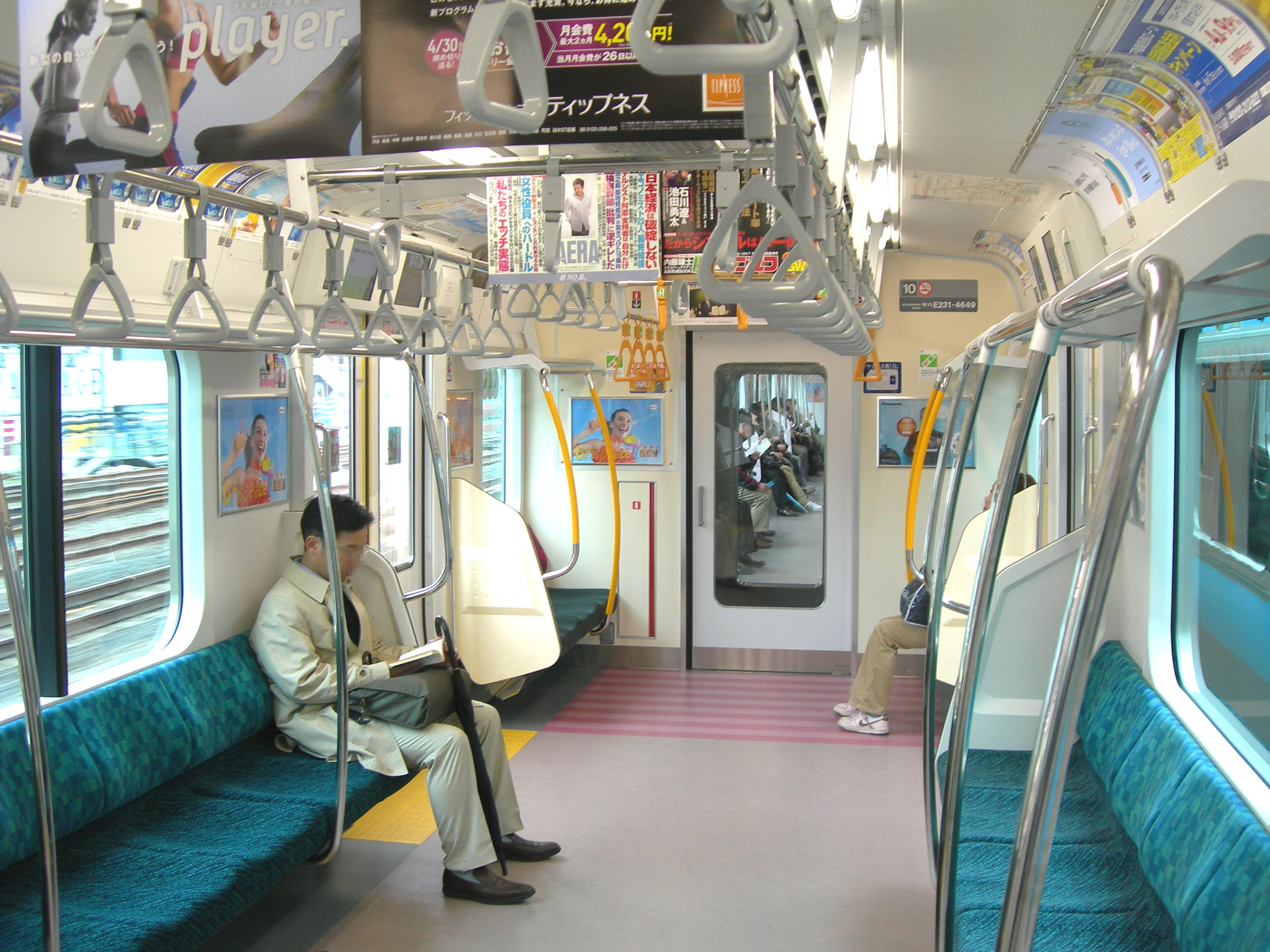
Interieur Saha 231-4600 montrant le lien avec la E233
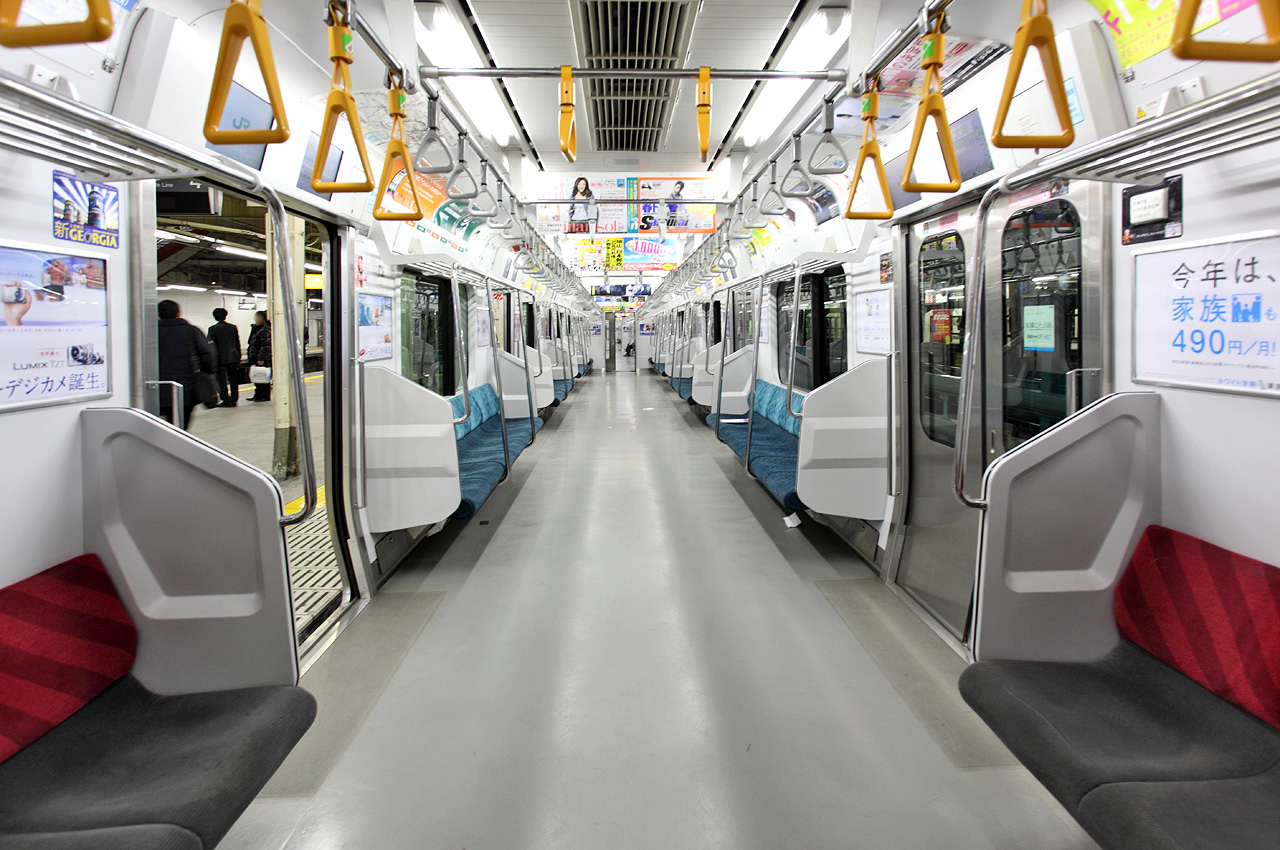
Interieur E231-500

#### Ligne Chūō-Sōbu
Au 3 mars 2020, 52 rames de dix voitures (A501-A552) sont basées au dépôt de Mitaka à Tokyo et composés comme indiqué ci-dessous avec six motrices et quatre remorques (6M4T).
|              | ← Chiba, TsudanumaNakano, Mitaka → |               |               |               |               |               |               |               |               |               |
|              |                                    |               |               |               |               |               |               |               |               |               |
| voiture n°.  | 1                                  | 2 <           | 3             | 4             | 5 <           | 6             | 7             | 8 <           | 9             | 10            |
| Désignation  | Tc                                 | M             | M'            | T             | M             | M'            | T             | M             | M'            | Tc'           |
| Numérotation | KuHa E231-500                      | MoHa E231-500 | MoHa E230-500 | SaHa E231-600 | MoHa E231-500 | MoHa E230-500 | SaHa E231-500 | MoHa E231-500 | MoHa E230-500 | KuHa E230-500 |
| Equipement   |                                    | VVVF          | SIV, CP       |               | VVVF          | SIV, CP       |               | VVVF          | SIV, CP       |               |

- Les voitures 2, 5 et 8 ont chacune un pantographe à un bras PS33B.
- Les voitures 1 et 10 ont un espace pour fauteuil roulant.
- La voiture 4 est désignée comme une voiture légèrement climatisée.

### série E231-800
Sept ensembles de dix voitures (K1 à K7) basés au dépôt de Mitaka pour une utilisation sur les services interurbains de la ligne Chūō-Sōbu et de la ligne Tokyo Metro Tozai. Ces rames ont été livrées entre janvier et mai 2003, entrés en service le 1er mai 2003.
Au 1er octobre 2018 , sept ensembles de dix voitures (K1 à K7) sont basés au dépôt de Mitaka à Tokyo et formés comme indiqué ci-dessous avec six motrices et quatre voitures (6M4T)
|              | ← Tsudanuma, Nishi-FunabashiNakano, Mitaka → |               |               |               |               |               |               |               |               |               |
|              |                                              |               |               |               |               |               |               |               |               |               |
|              |                                              |               |               |               |               |               |               |               |               |               |
| voiture n°.  | 1                                            | 2 <           | 3             | 4             | 5 <           | 6             | 7             | 8 <           | 9             | 10            |
| Designation  | Tc                                           | M             | M'            | T             | M             | M'            | T             | M             | M'            | Tc'           |
| Numérotation | KuHa E231-800                                | MoHa E231-800 | MoHa E230-800 | SaHa E231-800 | MoHa E231-800 | MoHa E230-800 | SaHa E231-800 | MoHa E231-800 | MoHa E230-800 | KuHa E230-800 |
| Equipement   |                                              | VVVF          | SIV, CP       |               | VVVF          | SIV, CP       |               | VVVF          | SIV, CP       |               |

- Les voitures 2, 5 et 8 ont chacune un pantographe à un bras PS33B.
- Les voitures 2 et 9 ont un espace pour fauteuil roulant.
- La voiture 4 est désignée comme une voiture légèrement climatisée

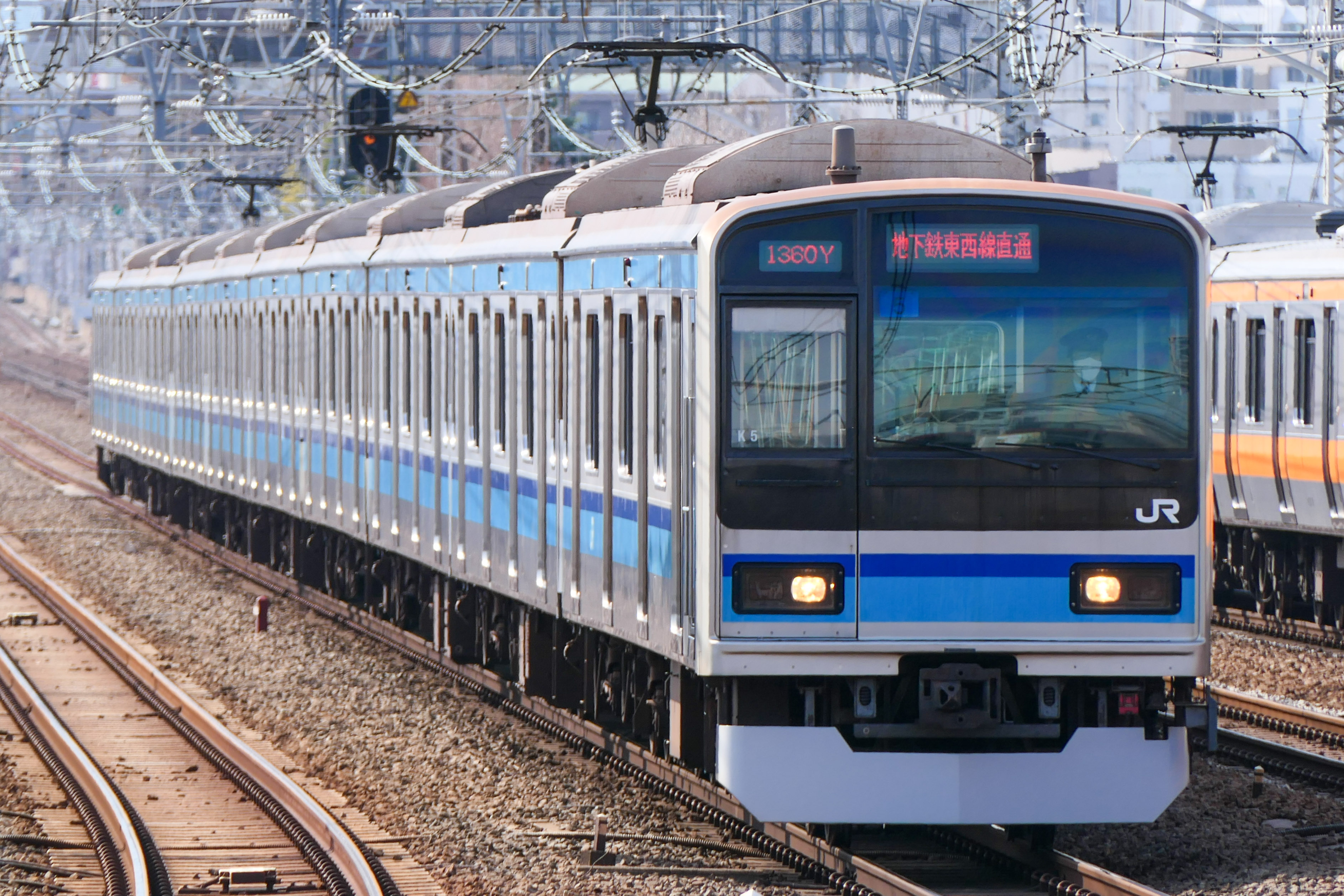
La rame K5 E231-800
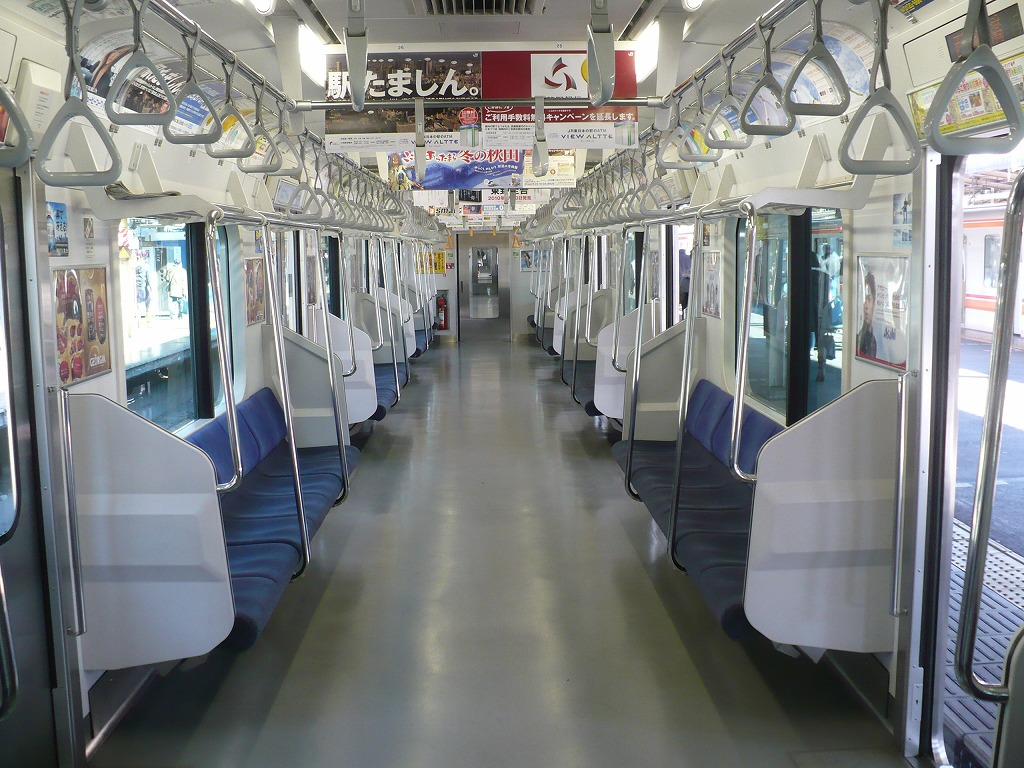
Intérieur
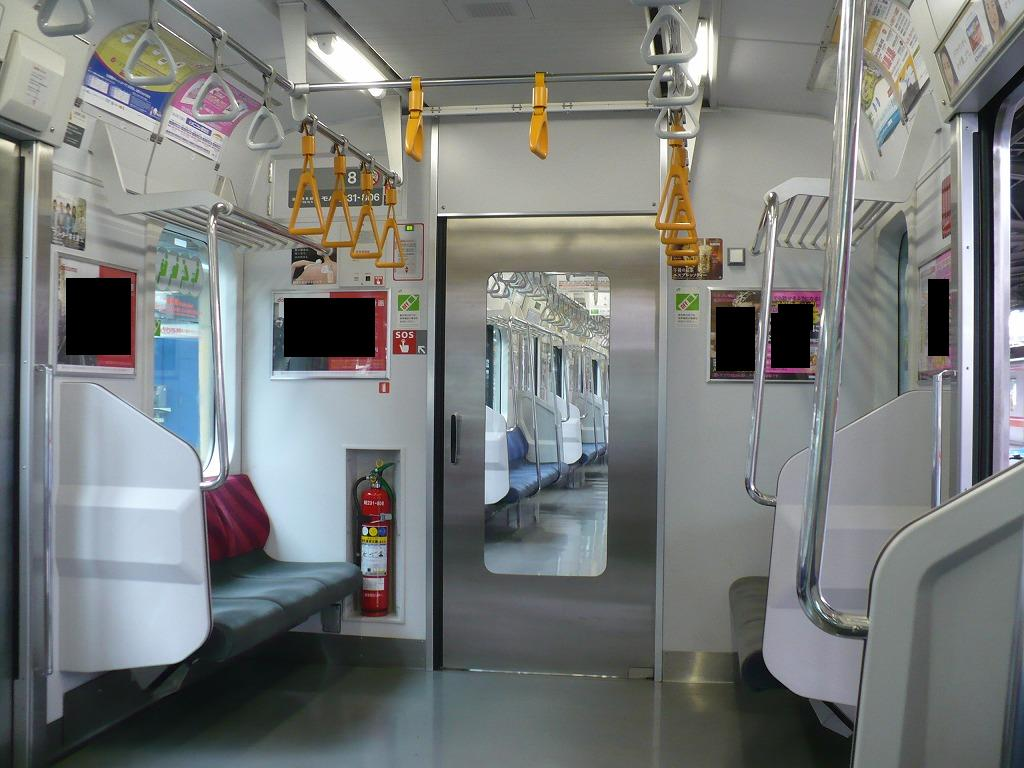
Sieges prioritaires

### série E231-900
Il s'agissait du prototype de la série E231, construit conjointement par Tokyu Car et l'usine Niitsu de JR East, et livré en octobre 1998 pour la ligne Chūō-Sōbu. D’abord classé dans la série 209-950, il a été reclassé en série E231-900 en juin 2000.
Le 25 février 2020, la rame a effectué son dernier service commercial sur la ligne Chūō-Sōbu. Elle a été remise à neuf au centre de matériel roulant d'Ōmiya entre le 3 mars et le 10 juillet pour son transfert sur la ligne Musashino et est revenue en service le 20 juillet.
Depuis le 20 juillet 2020, la rame de huit voitures (MU1) est basée au dépôt de Keiyō et est formée comme indiqué ci-dessous de 6 motrices et 4 remorques (4M4T)
|              | ← Tokyo, Kaihinmakuhari, Nishi-FunabashiFuchūhommachi → |               |               |               |               |               |               |               |
|              |                                                         |               |               |               |               |               |               |               |
|              |                                                         |               |               |               |               |               |               |               |
|              |                                                         |               |               |               |               |               |               |               |
| voiture n°.  | 1                                                       | 2 <           | 3             | 4             | 5             | 6 <           | 7             | 8             |
| Désignation  | Tc                                                      | M             | M'            | T             | T             | M             | M'            | Tc'           |
| Numérotation | KuHa E231-900                                           | MoHa E231-900 | MoHa E230-900 | SaHa E231-900 | SaHa E231-900 | MoHa E231-900 | MoHa E230-900 | KuHa E230-900 |
| Equipement   |                                                         | VVVF          | SIV, CP       |               |               | VVVF          | SIV, CP       |               |

- Les voitures 2 et 6 ont chacune un pantographe à un bras de type PS33B
- Les voitures 1 et 8 ont un espace pour fauteuil roulant.
- La voiture 4 est désignée comme une voiture légèrement climatisée.

### série E231-1000
Cette série fut conçue pour les services de banlieue longue distance et comprennent des toilettes, des sièges transversaux (dans certaines voitures uniquement) et des voitures à deux niveaux (sur les rames de 10 voitures uniquement). Les lignes Ito et Jōetsu utilisent principalement des rames de 5 voitures, tandis que les lignes Shōnan-Shinjuku, Uenō-Tōkyō, Takasaki, Tōkaidō et Utsunomiya utilisent des rames de 10 voitures ou des unités multiples de 15 voitures (10 + 5) en heure de pointe.
Les caractéristiques du type banlieue longue distance (périurbain) par rapport au type banlieue sont, entre autres :
- la structure d'absorption des chocs est renforcée, provenant de la série E217. Des phares au Xenon sont utilisés pour augmenter la distance de visibilité.
- la voiture de tête dispose d'une "zone de survie" qui protège l'équipage et les passagers avec une structure solide et une " zone écrasable " qui absorbe les chocs en s'effondrant. Pour cette raison, la chambre de l'équipage est plus large que le type banlieue 1 860 mm et a une profondeur de 2 300 mm, la hauteur du plancher du siège du conducteur a été augmentée de 335 mm à 520 mm et le tableau de bord de la cabine a également été surélevé en conséquence.
- Comme il fonctionne en unité multiple, les voitures de tête autres que la voiture Kuha E230 - 8000 de la formation de base sont équipées d'un coupleur électrique de type Shibata . Depuis l'ouverture de la ligne Ueno-Tokyo, en plus de la série E231, il est également été exploitée en combinaison avec le véhicule successeur, la série E233-3000 .
- Étant donné que les lignes Shōnan-Shinjuku et Uenō-Tōkyō sont exploitées dans toute la région de Kantō, toutes les voitures sont conçues pour les régions froides et un bouton d'ouverture / fermeture est installé à côté de la porte pour prendre en charge l'ouverture semi-automatique.
- Le dispositif de freinage est équipé d'un frein à récupération compte tenu de la section de la ligne de déplacement.
- Le dispositif de contrôle à onduleurs VVVF (niveau SC59A de type 2003 et changement de voitures de production ultérieur, qui sera décrit plus loin) est fabriqué par Hitachi, Ltd. ont adopté un élément IGBT à deux niveaux surnommé "Crash Inverter" en raison du son typique au démarrage et à la décélération.Du fait du faible coefficient d'adhérence , l' accélération est de 2,3 km/h/s.

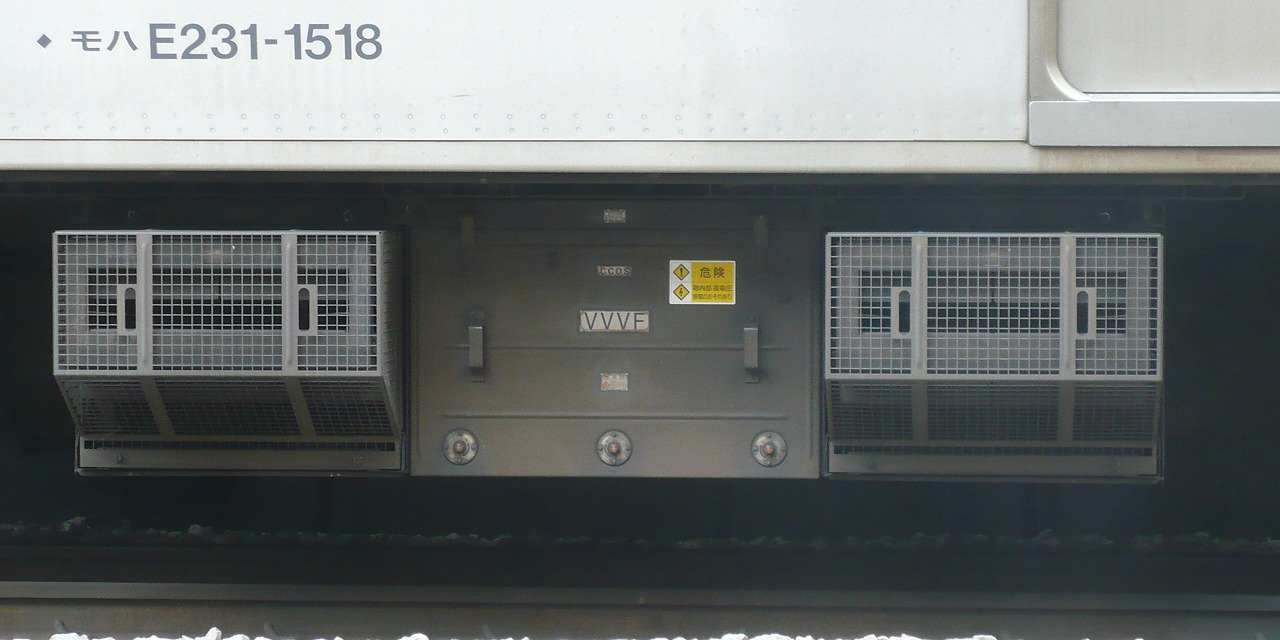
Bloc VVVF SC59A
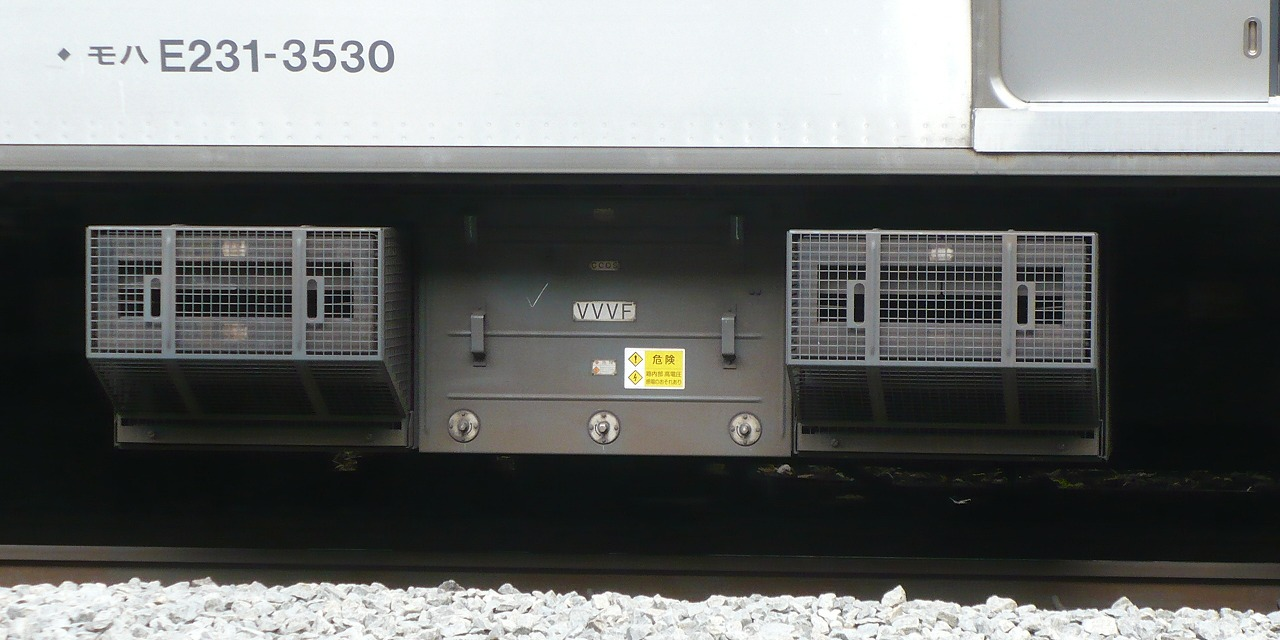
Bloc VVVF SC77

#### Rames de 10 voitures «K»
Au 1er octobre 2018, 42 rames de dix voitures (K-01-K-42) sont basées au dépôt de Kōzu dans la préfecture de Kanagawa et formées comme indiqué ci-dessous avec quatre motrices et six remorques (4M6T).
|              | ← Kuroiso, Maebashi (Nord)(Sud) Zushi, Itō, Numazu → |                |                |                |                |                |                |                |                |                |
|              |                                                      |                |                |                |                |                |                |                |                |                |
|              |                                                      |                |                |                |                |                |                |                |                |                |
| voiture n°.  | 10                                                   | 9 <            | 8              | 7              | 6              | 5              | 4              | 3 <            | 2              | 1              |
| Désignation  | Tc                                                   | M              | M'             | T              | T              | Tsd            | Tsd'           | M              | M'             | Tc'            |
| Numérotation | KuHa E231-8500                                       | MoHa E231-3500 | MoHa E230-1500 | SaHa E231-1000 | SaHa E231-1000 | SaRo E231-1000 | SaRo E230-1000 | MoHa E231-1500 | MoHa E230-3500 | KuHa E230-8000 |
| Sièges       | transversal                                          | transversal    | longitudinal   | longitudinal   | longitudinal   | Green car      | Green car      | longitudinal   | transversal    | transversal    |
| Equipement   |                                                      | VVVF           | SIV, CP        |                |                |                |                | VVVF           | SIV, CP        |                |

- Les voitures 3 et 9 ont chacune un pantographe à un bras de type PS33B.
- Les voitures 1 et 10 ont un espace pour fauteuil roulant.
- Les voitures 1, 5 et 10 ont chacune des toilettes
- La voiture 8 est désignée comme une voiture légèrement climatisée.
- Les voitures 4 et 5 sont des voitures Green car à deux niveaux.

#### Rames de 10 voitures «U»
Au 1er octobre 2018, 49 rames de dix voitures (U501-U541, U584-U591) sont basées au dépôt d'Oyama dans la préfecture de Tochigi et formées comme indiqué ci-dessous de 4 motrices et 6 remorques (4M6T).
|              | ← Kuroiso, Maebashi (Nord)(Sud) Zushi, Itō, Numazu → |                |                |                |                |                |                |                |                |                |
|              |                                                      |                |                |                |                |                |                |                |                |                |
|              |                                                      |                |                |                |                |                |                |                |                |                |
| voiture n°.  | 10                                                   | 9              | 8 <            | 7              | 6              | 5              | 4              | 3 <            | 2              | 1              |
| Désignation  | Tc                                                   | T              | M              | M'             | T              | Tsd            | Tsd'           | M              | M'             | Tc'            |
| Numérotation | KuHa E231-6000                                       | SaHa E231-1000 | MoHa E231-1000 | MoHa E230-1000 | SaHa E231-6000 | SaRo E231-1000 | SaRo E230-1000 | MoHa E231-1500 | MoHa E230-3500 | KuHa E230-8000 |
| Sièges       | longitudinal                                         | longitudinal   | longitudinal   | longitudinal   | longitudinal   | Green car      | Green car      | longitudinal   | transversal    | transversal    |
| Equipement   |                                                      |                | VVVF           | SIV, CP        |                |                |                | VVVF           | SIV, CP        |                |

- Les voitures 3 et 8 ont chacune un pantographe à un bras de type PS33B.
- Les voitures 1 et 10 ont un espace pour fauteuil roulant.
- Les voitures 1, 5 et 6 ont chacune des toilettes
- La voiture 8 est désignée comme une voiture légèrement climatisée.
- Les voitures 4 et 5 sont des voitures Green car à deux niveaux.

#### Rames de 5 voitures
Au 1er octobre 2018, 34 rames de cinq voitures (S-01 à S-34) sont basées au dépôt de Kōzu dans la préfecture de Kanagawa et 35 rames de cinq voitures (U2 à U118) sont basées au dépôt d'Oyama dans la préfecture de Tochigi. Elles sont composées comme indiqué ci-dessous de 2 motrices et 3 remorques (2M3T)
|              | ← Kuroiso, Kagohara (Nord)(Sud) Zushi, Numazu → |                |                |                |                |
|              |                                                 |                |                |                |                |
|              |                                                 |                |                |                |                |
| voiture n°.  | 15                                              | 14             | 13             | 12             | 11             |
| Désignation  | Tc                                              | T              | M <            | M'             | Tc'            |
| Numérotation | KuHa E231-8000                                  | SaHa E231-3000 | MoHa E231-1000 | MoHa E230-1000 | KuHa E230-6000 |
| Sièges       | transversal                                     | transversal    | longitudinal   | longitudinal   | longitudinal   |
| Equipement   |                                                 |                | VVVF           | SIV, CP        |                |

- La voiture 13 a un pantographe à un bras de type PS33B
- Les voitures 11 et 15 ont un espace pour fauteuil roulant
- La voiture 11 a des toilettes

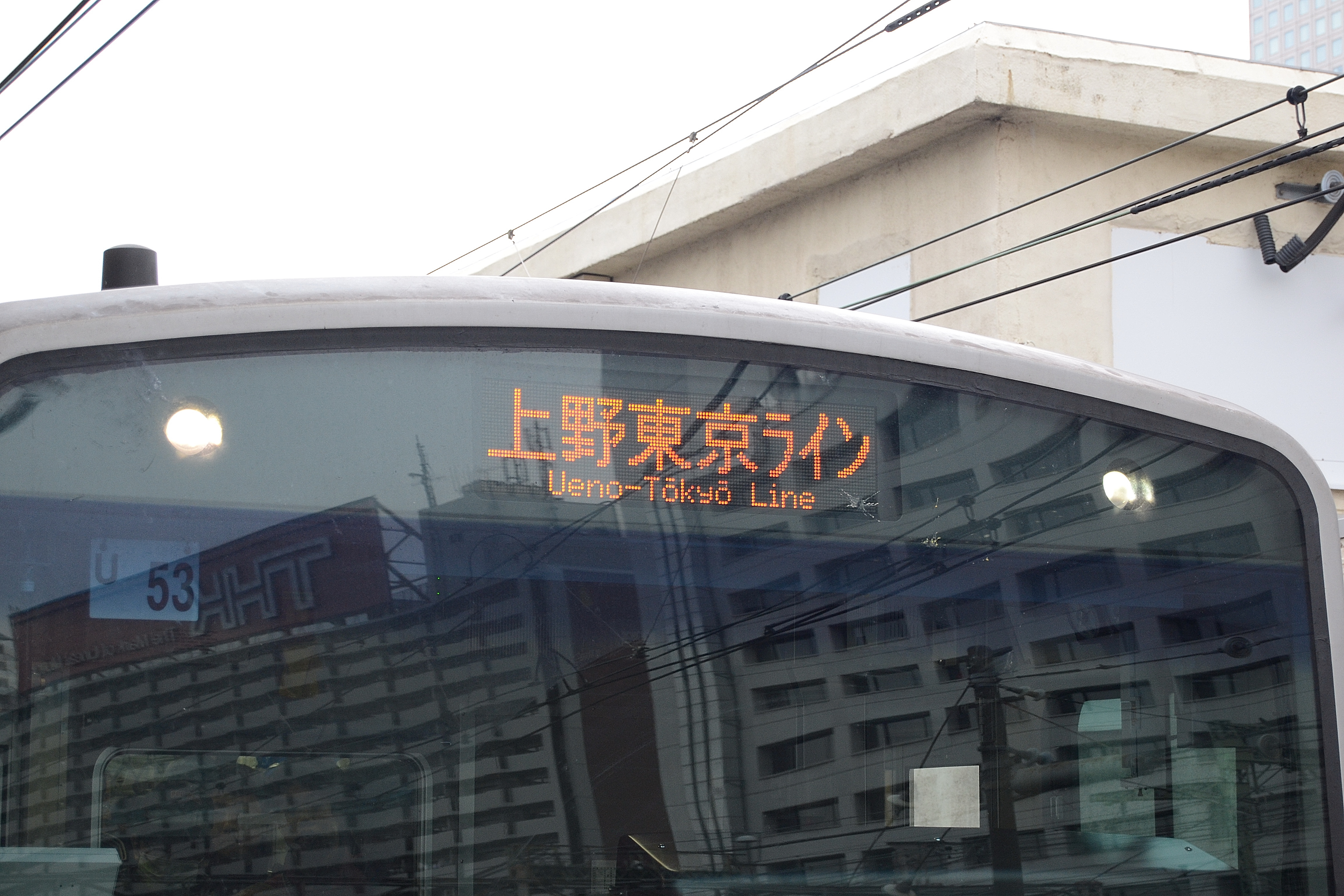
Girouette ligne Ueno-Tōkyō
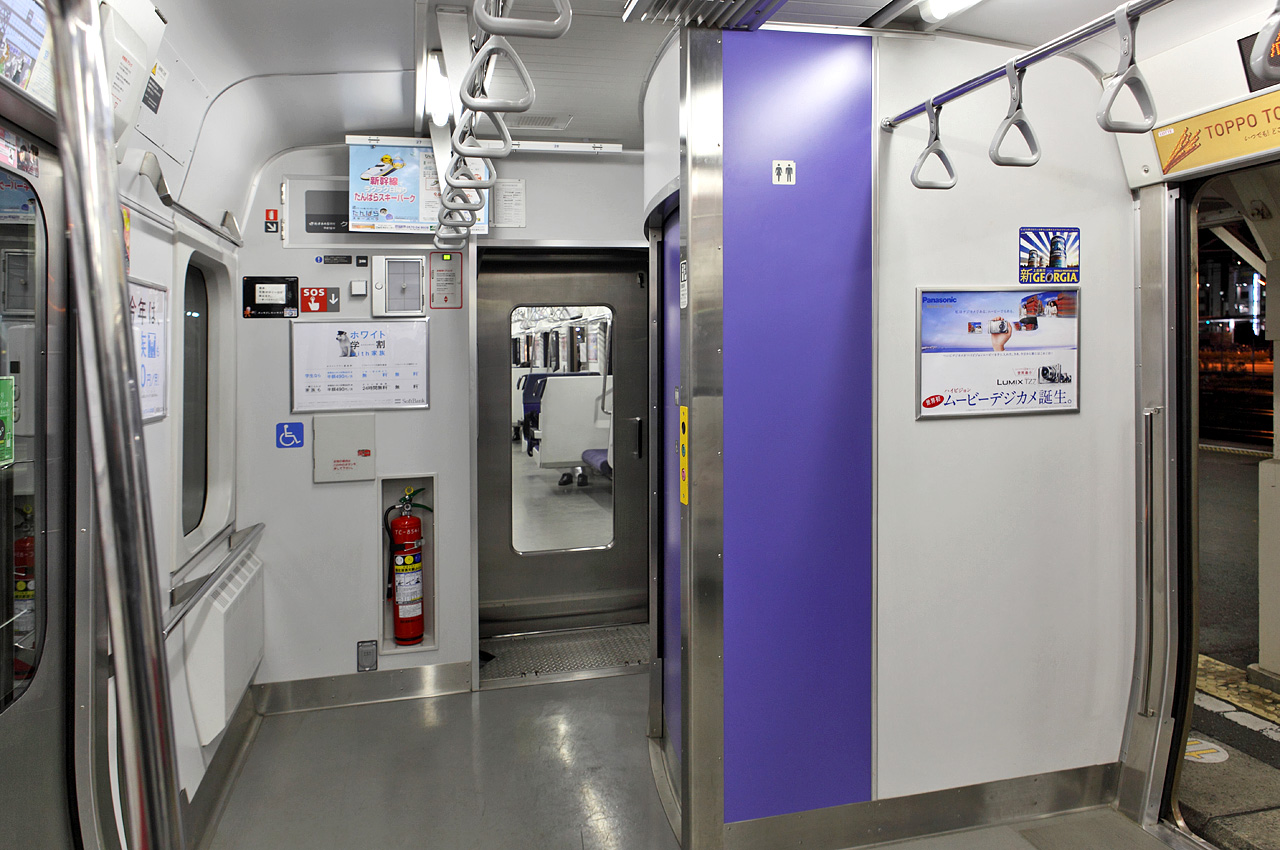
Toilettes UFR
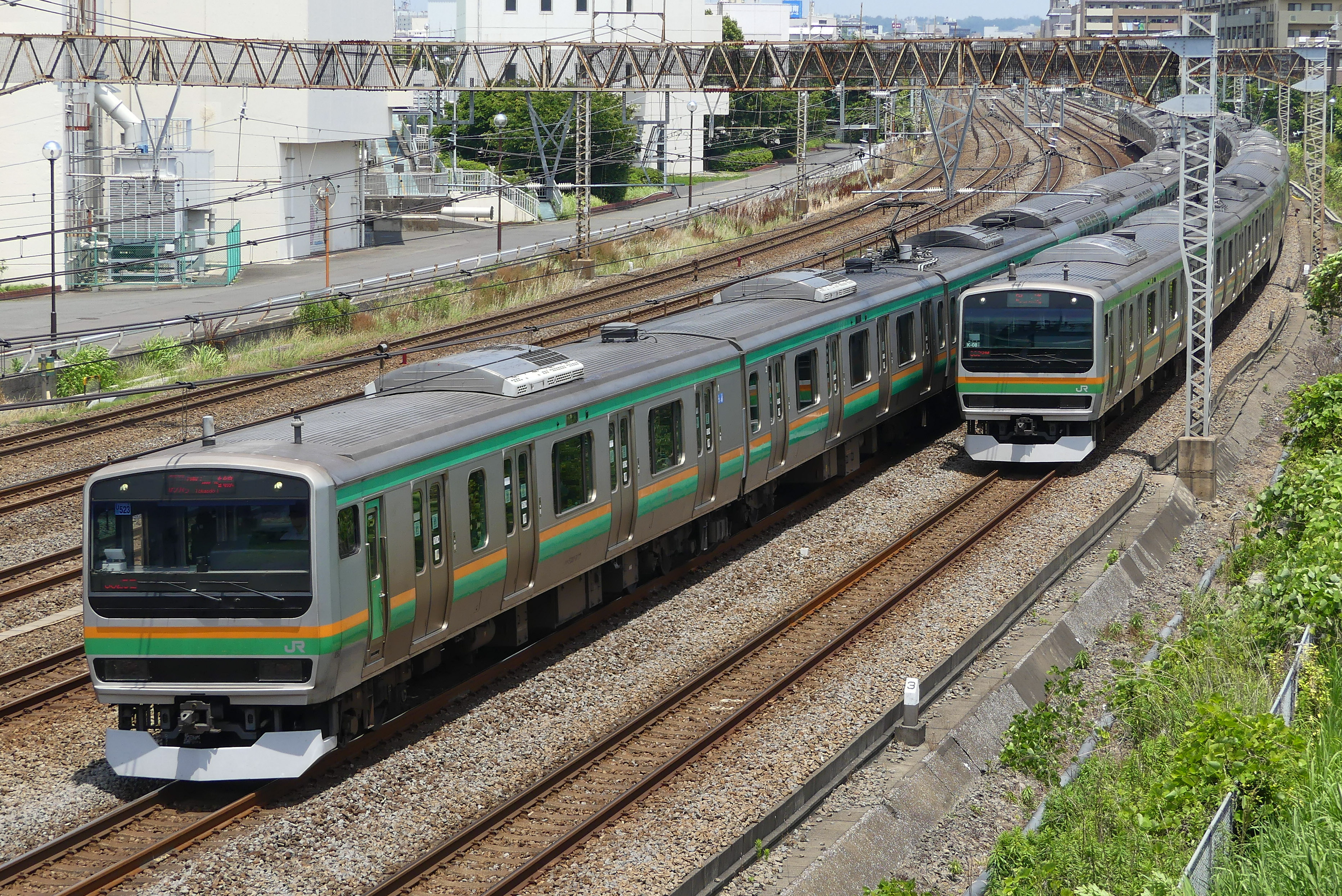
Croisement de 2 E231-1000
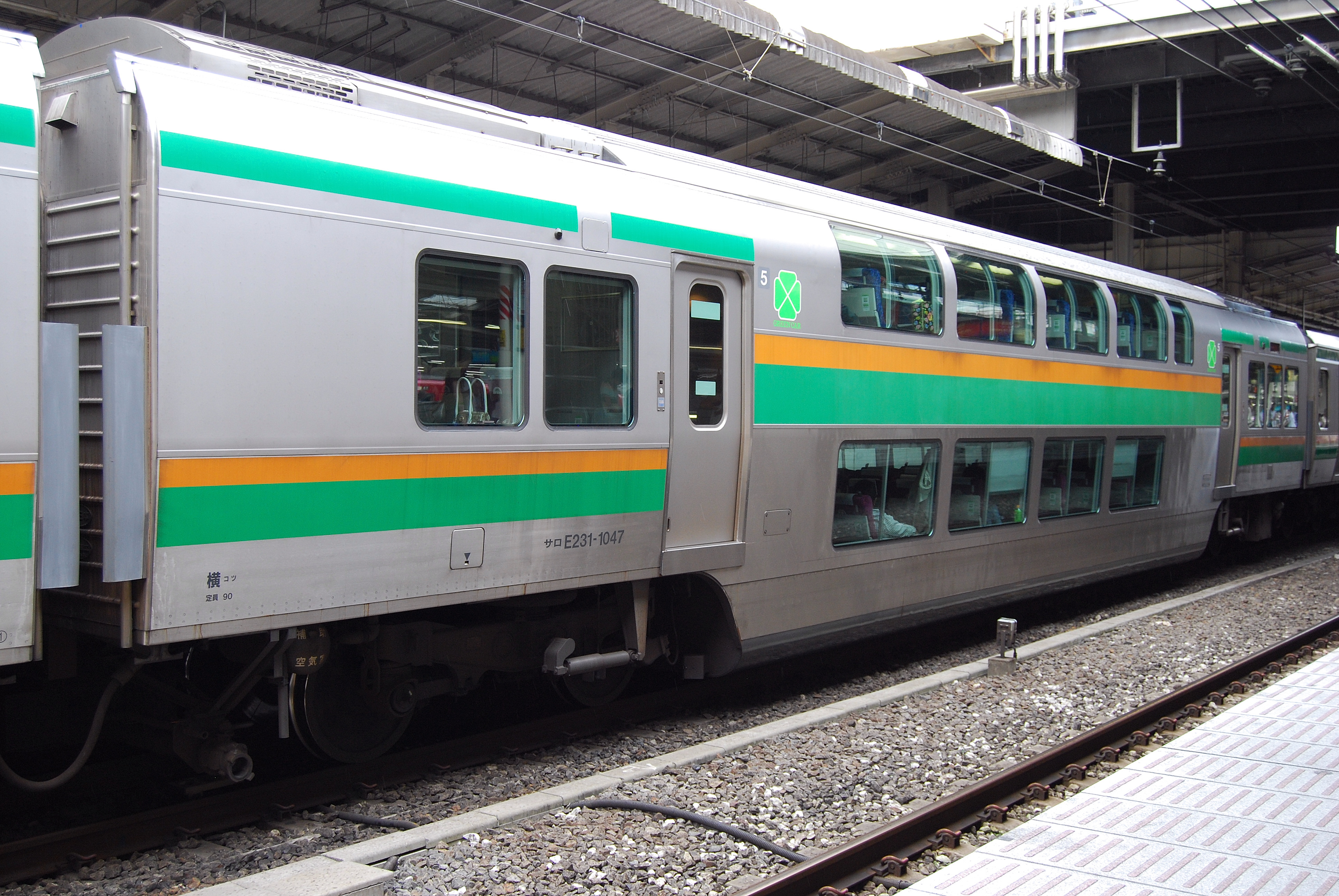
Une voiture Green car (première classe)
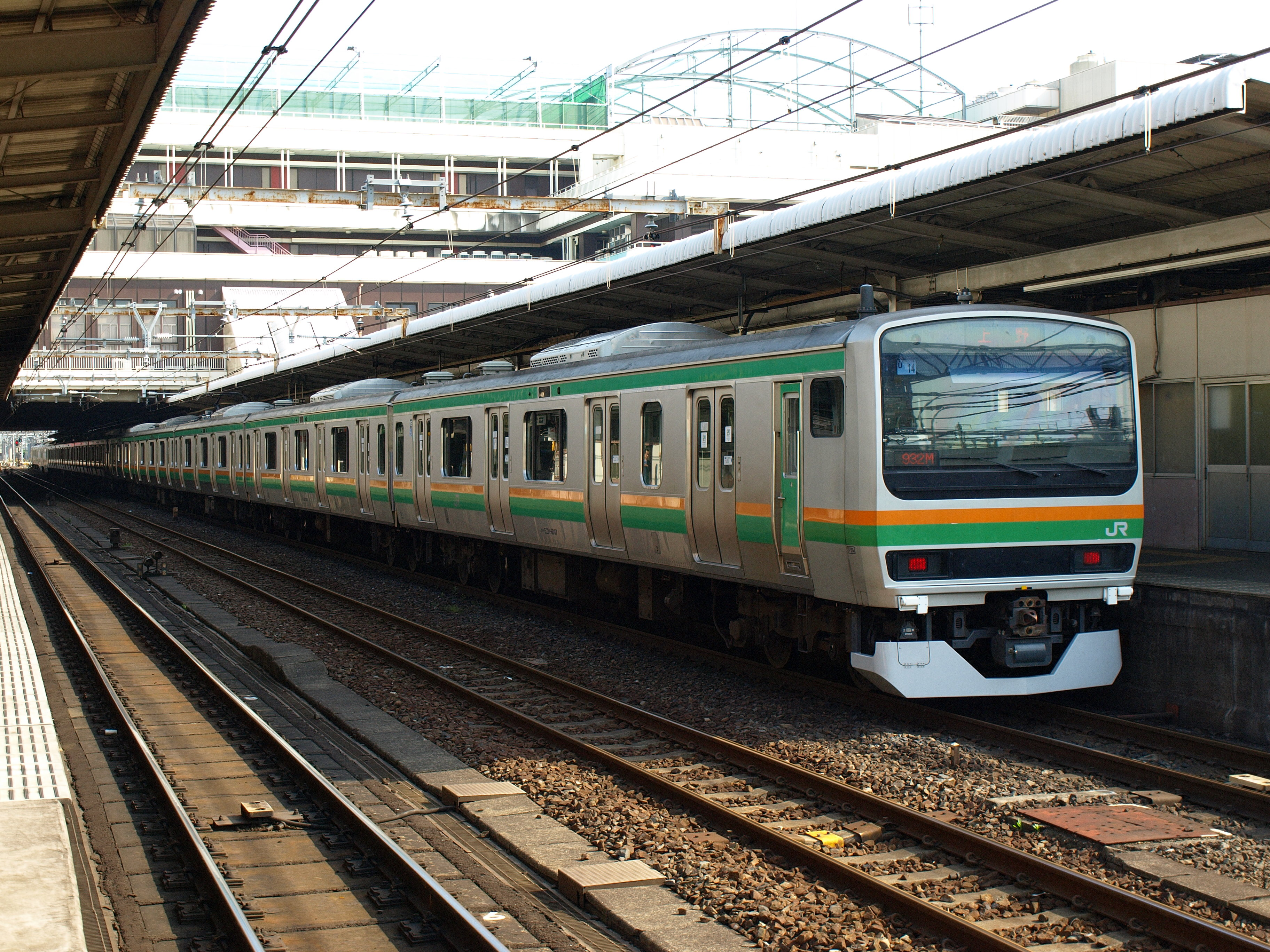
Une rame à 15 voitures

### série E231-3000
À partir de 2017, les anciennes rames de dix voitures (4M6T) de série E231-0 basées au dépôt de Mitaka pour une utilisation sur la ligne Chūō-Sōbu ont été réformées et converties pour devenir des rames de quatre voitures E231-3000 basées à Kawagoe pour une utilisation sur la ligne Kawagoe et ligne Hachikō. Le premier train est entré en service commercial sur la ligne le 19 février 2018.
Entre juin 2020 et septembre 2021, les trains ont été modifiés pour un fonctionnement pour un seul opérateur (ワンマン, wanman).

#### Formation
Au 8 octobre 2019, six rames de quatre voitures (41-46) sont basées au dépôt de Kawagoe à Saitama et formés comme indiqué ci-dessous avec deux motrices ("M") et deux remorques ("T").
|              | ← KawagoeHachiōji → |                |                |                |
|              |                     |                |                |                |
|              |                     |                |                |                |
| voiture n°.  | 4                   | 3 <            | 2              | 1              |
| Désignation  | Tc                  | M              | M'             | Tc'            |
| Numérotation | KuHa E231-3000      | MoHa E231-3000 | MoHa E230-3000 | KuHa E230-3000 |
| Equipement   |                     | VVVF           | SIV, CP        |                |

- La voiture 3 a un pantographe à un bras PS33B.
- Les voitures 1 et 4 ont un espace pour fauteuil roulant.

## Séries dérivées
La série E231 était considérée comme "un modèle standard dans l'avenir du développement de véhicules ferroviaires", et de fait, la base de ce modèle se retrouve partout dans le Kantō et également dans d'autres régions du Japon sous de nombreuses formes. De nombreux opérateurs utilisent des dérivés de la série E231 avec comme différence principale un design différent pour la face avant. En effet des modèles tels que la série E531, la série 10000 de Sotetsu, la série 5000/6000 de Tōkyū, la série Y500 de Yokohama Minatomirai Railway, ou la série 10-300 de la Toei sont des dérivés de la série E231. On peut trouver des automotrices circulant sur des petites lignes en zones rurales et qui sont dérivés des E231.
Une rame prototype nommée série E331, composée de caisses de la série E231, a circulé sur la ligne Keiyō, testant diverses améliorations comme le bogie jacobs.

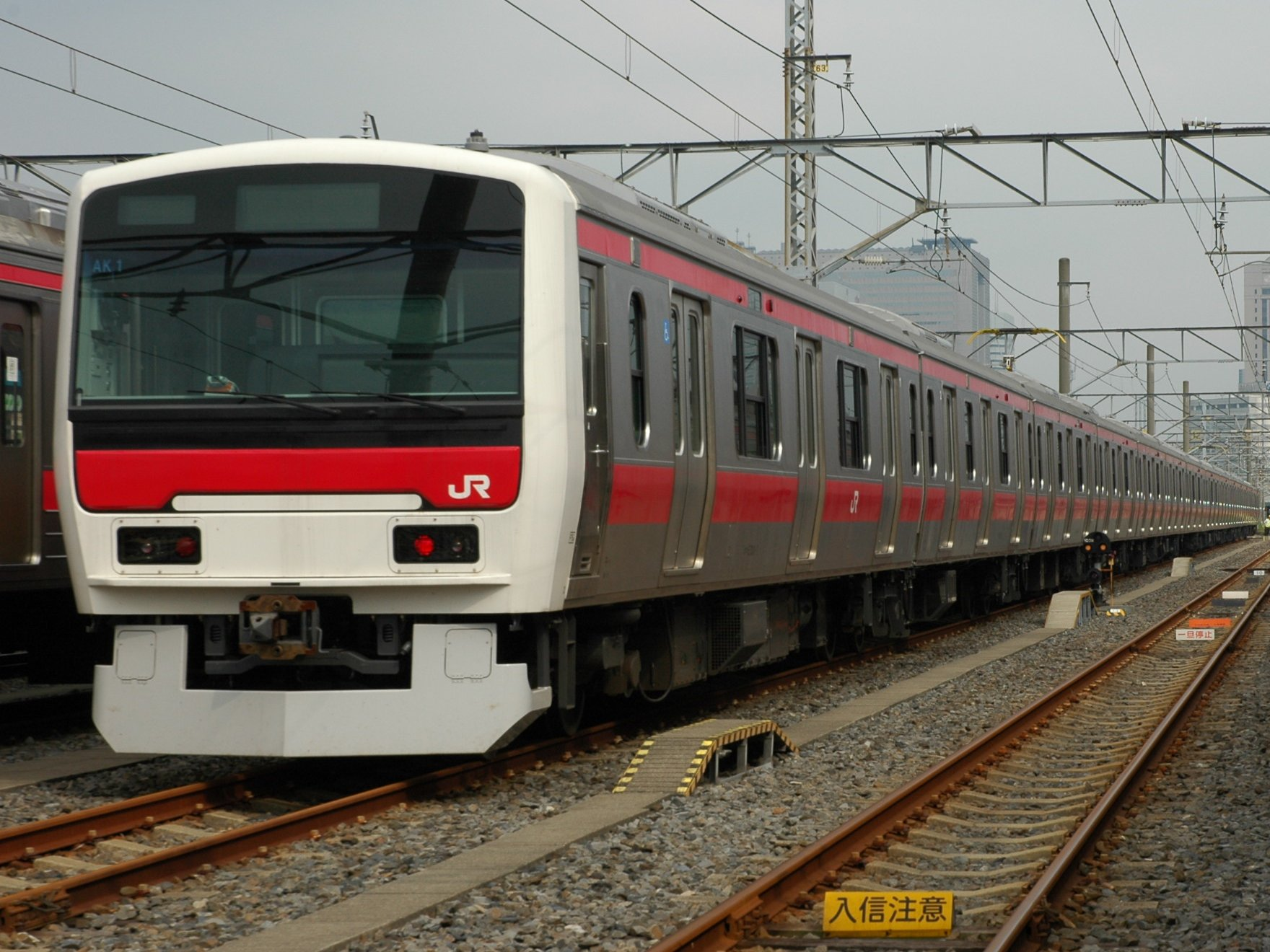
Serie E331
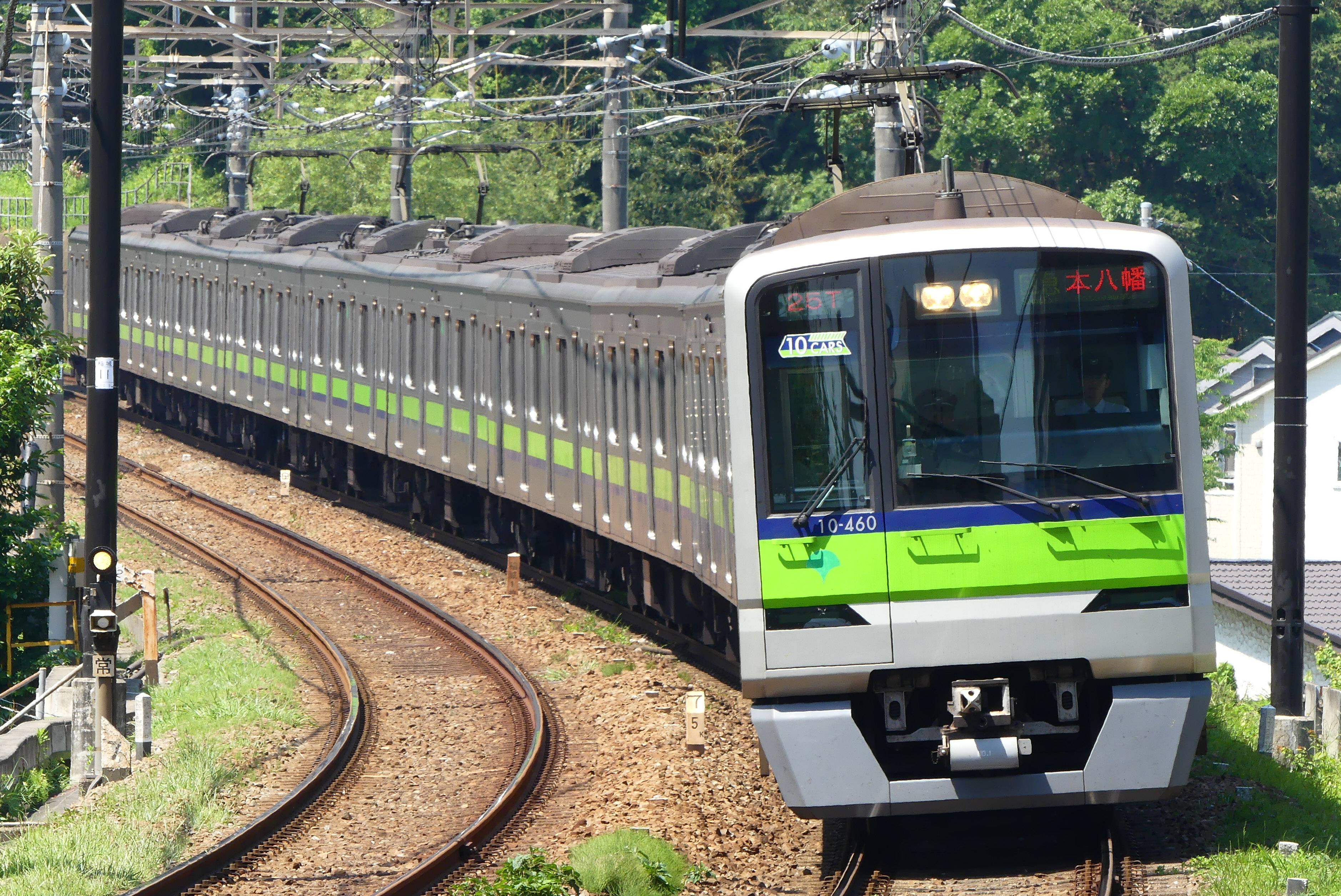
Serie Toei 10-300 sur la Shinjuku line
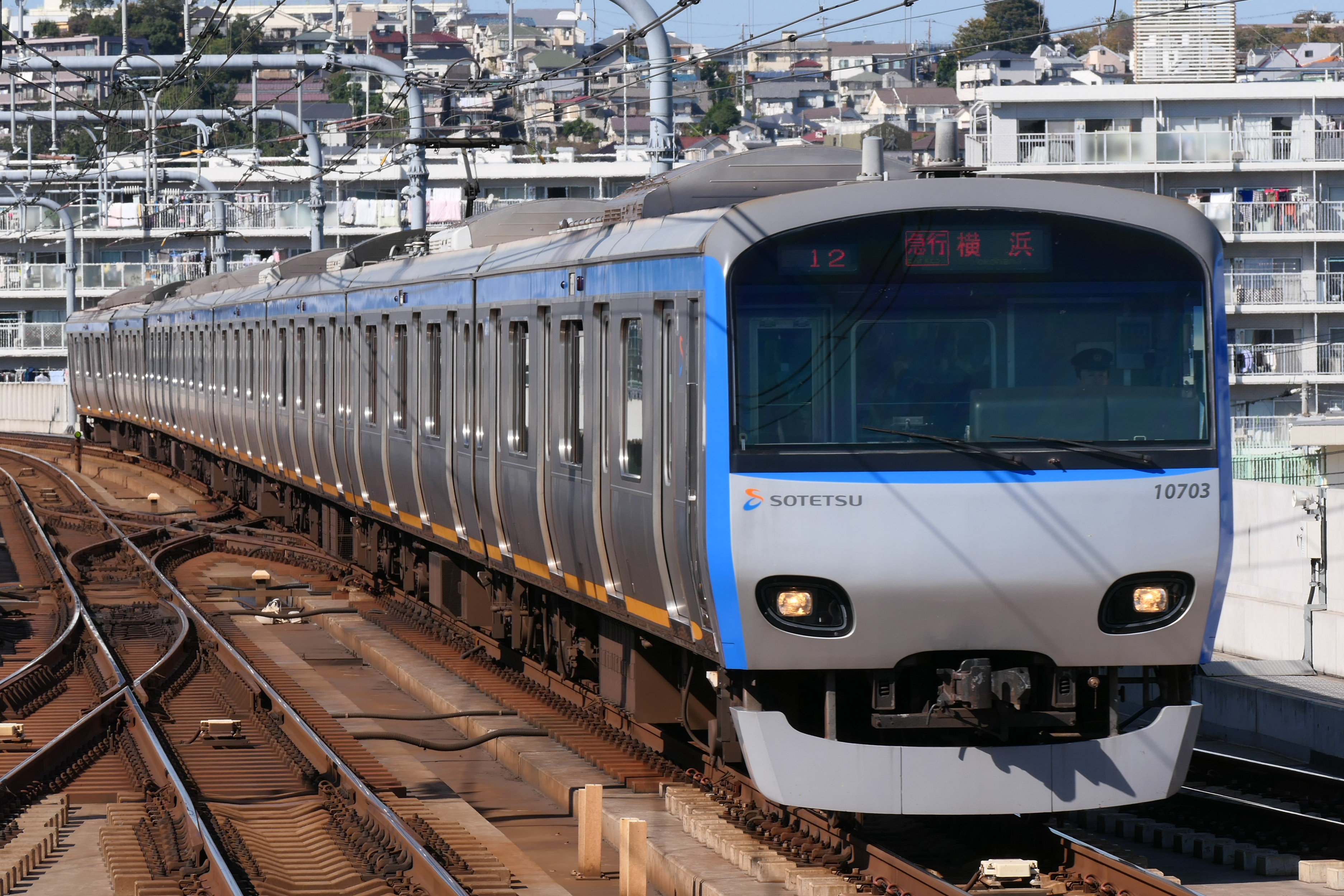
Serie Sotetsu 10000

## Modélisme
La série E231 est reproduite à l'échelle N par Kato et Tomix en formation de 4, 6, 8 ou 10 voitures et sous les couleurs de plusieurs lignes.

## Galerie photos

### Extérieur

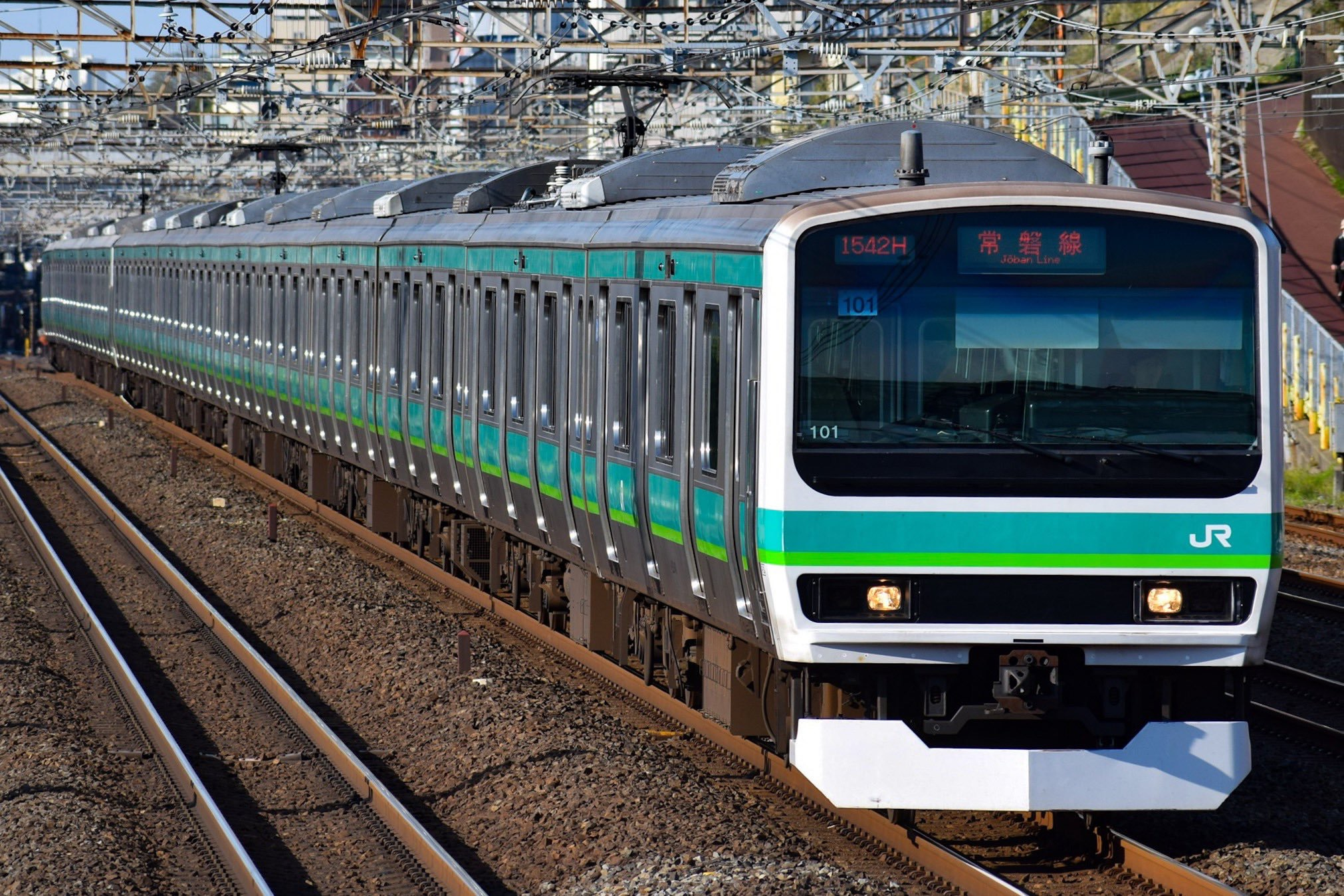
série E231-0 (ligne Jōban)
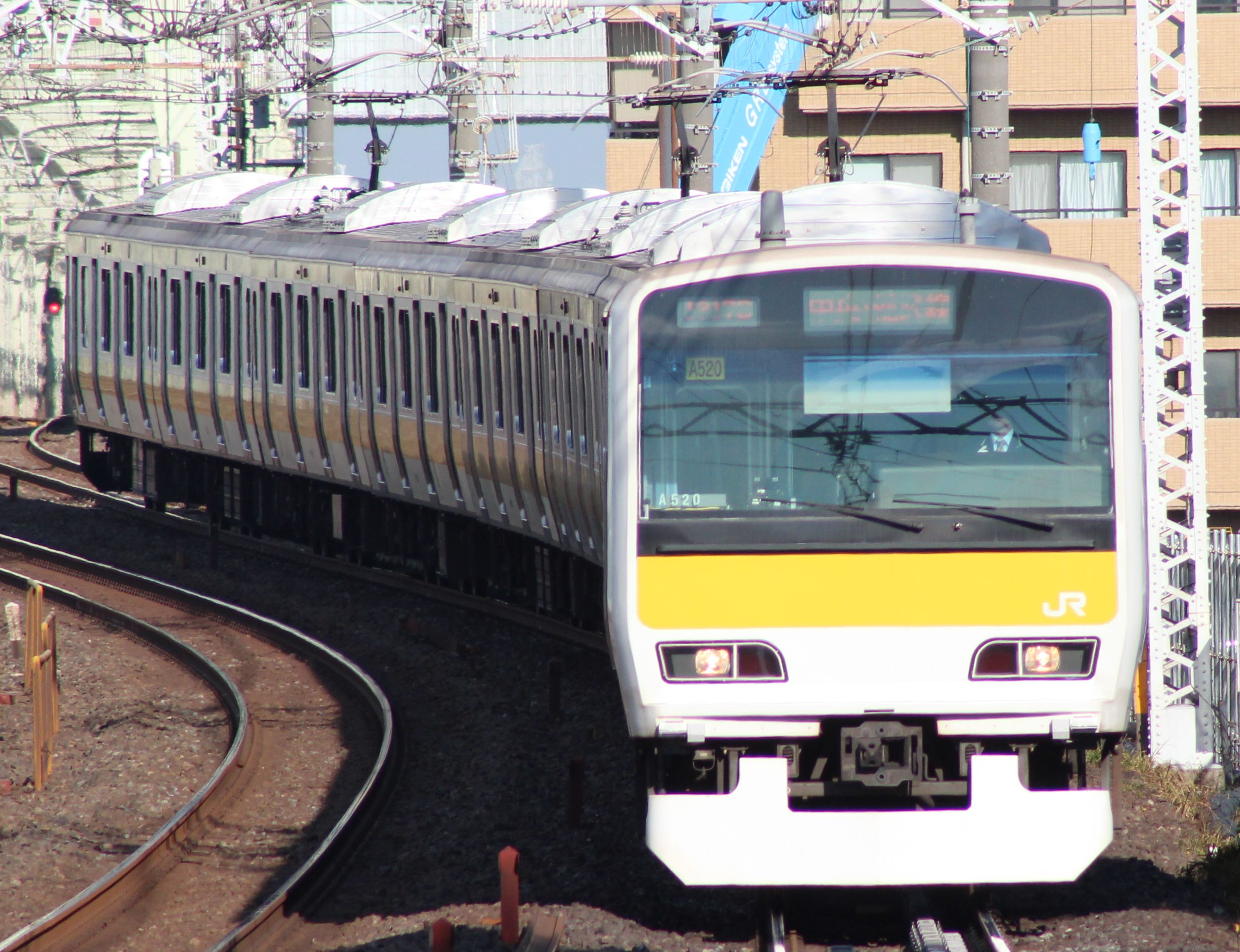
série E231-500 (ligne Chūō-Sōbu)
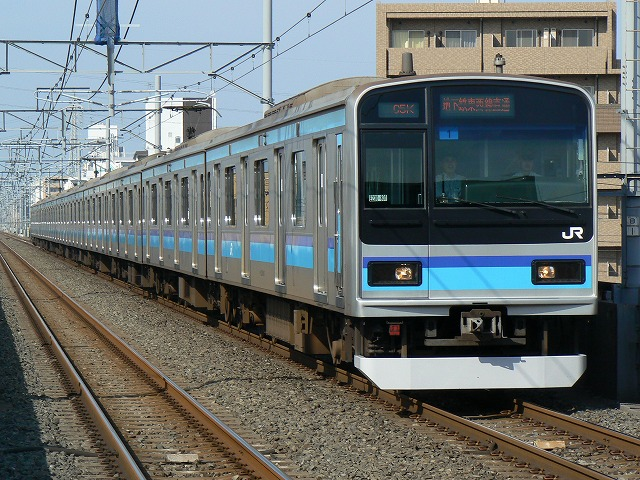
série E231-800 (ligne Tōzai)
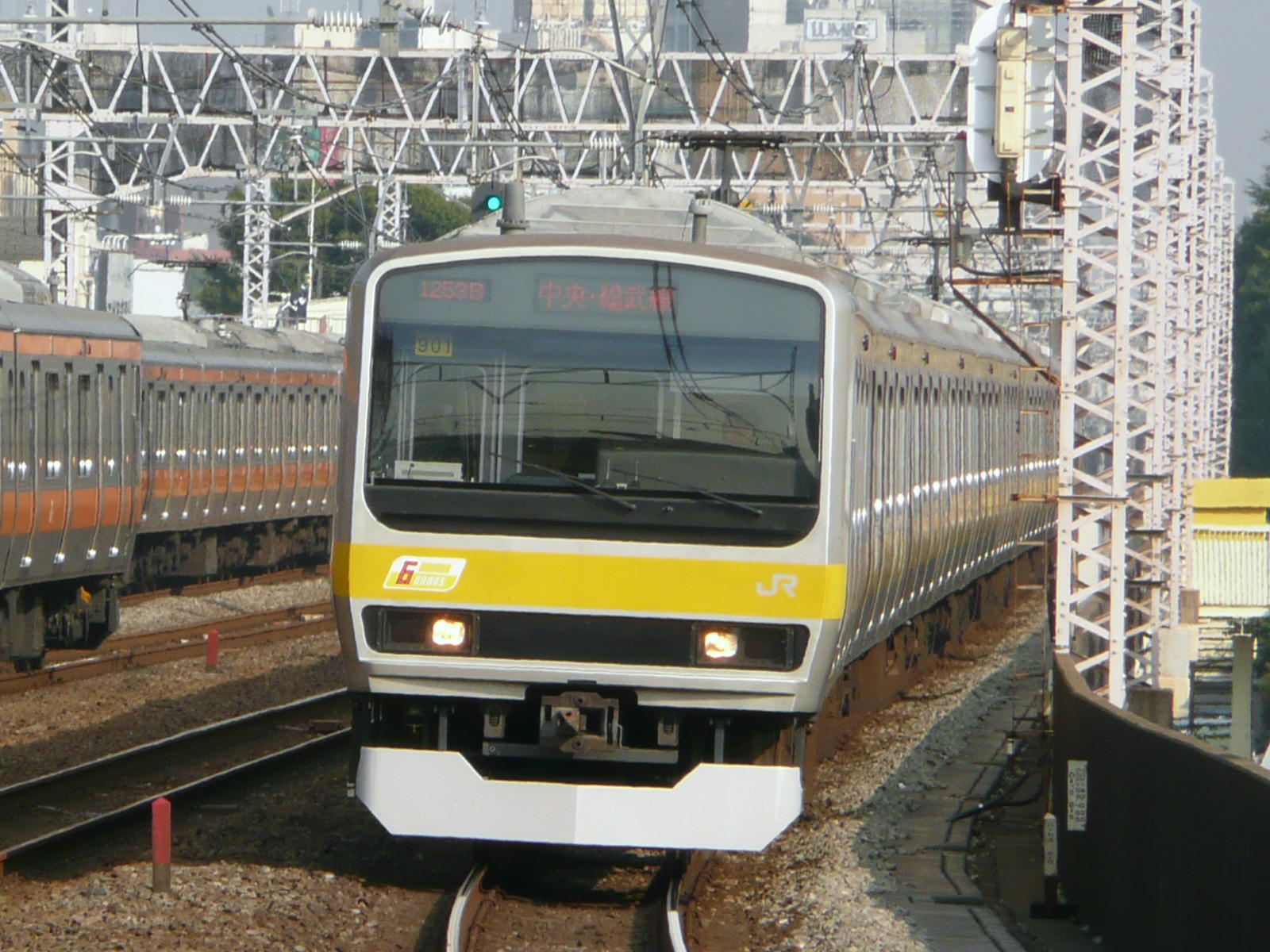
série E231-900 (ligne Chūō-Sōbu)
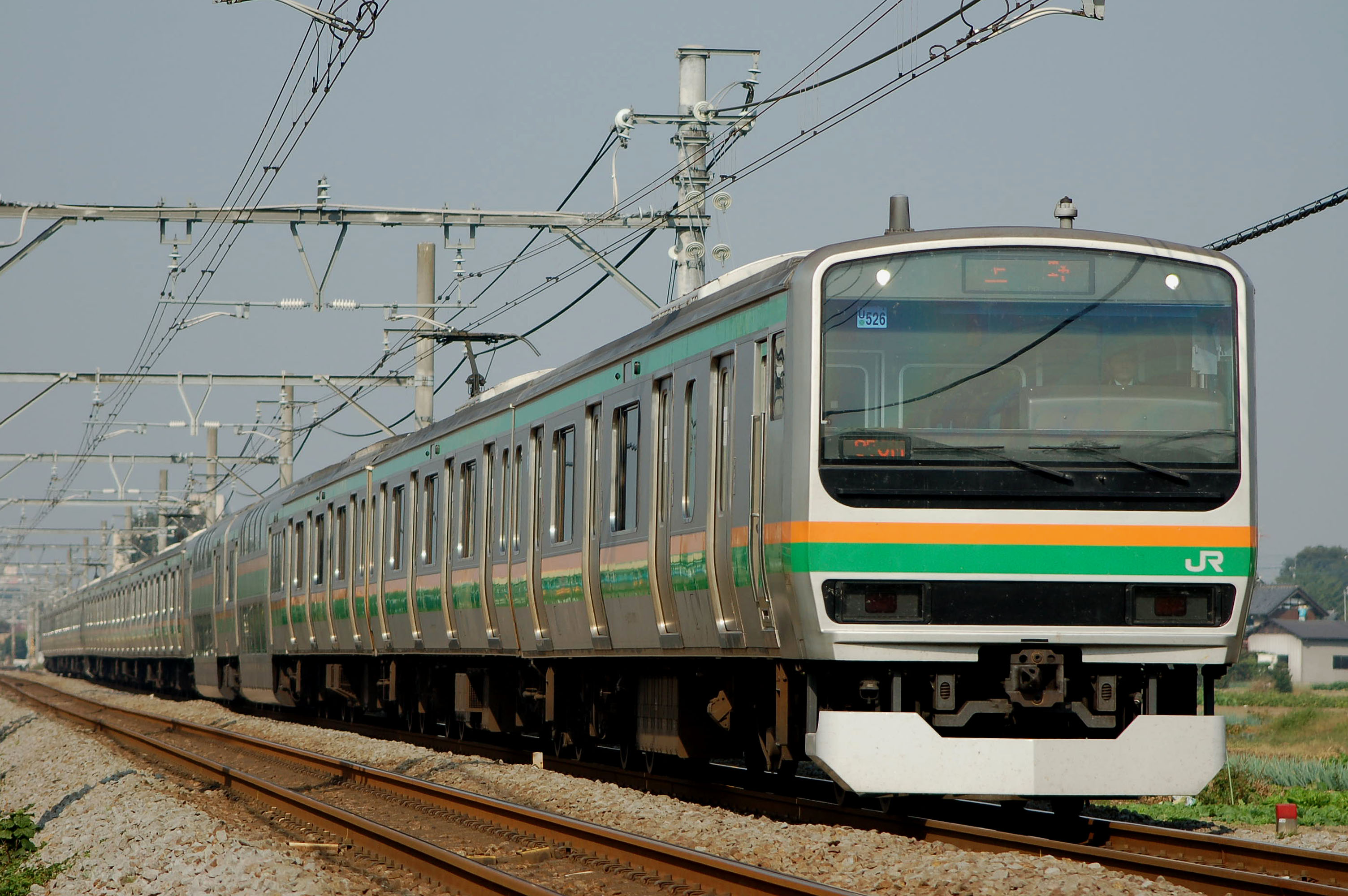
série E231-1000 (ligne principale Tōkaidō)
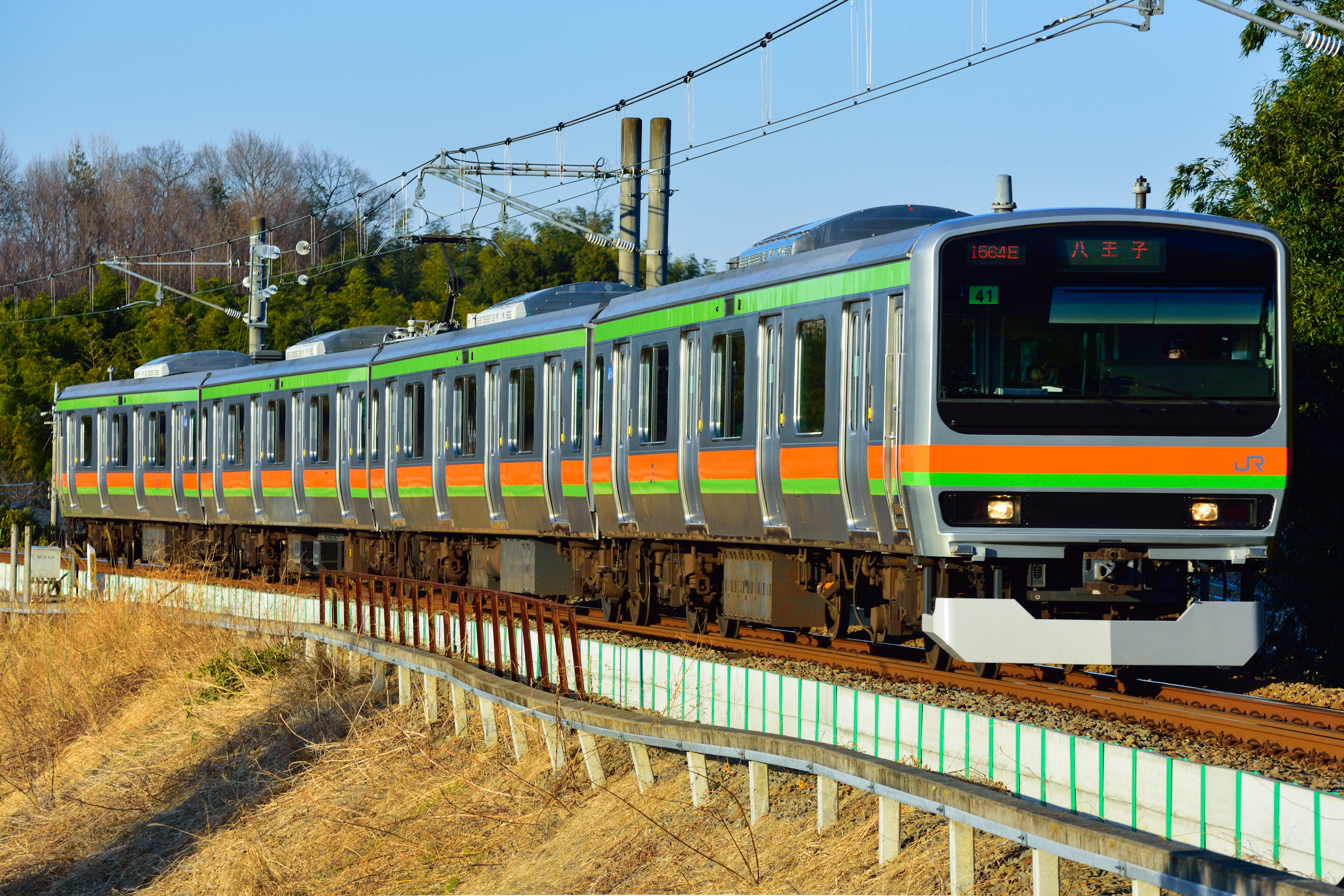
série E231-3000 (ligne Hachikō)

### Intérieur

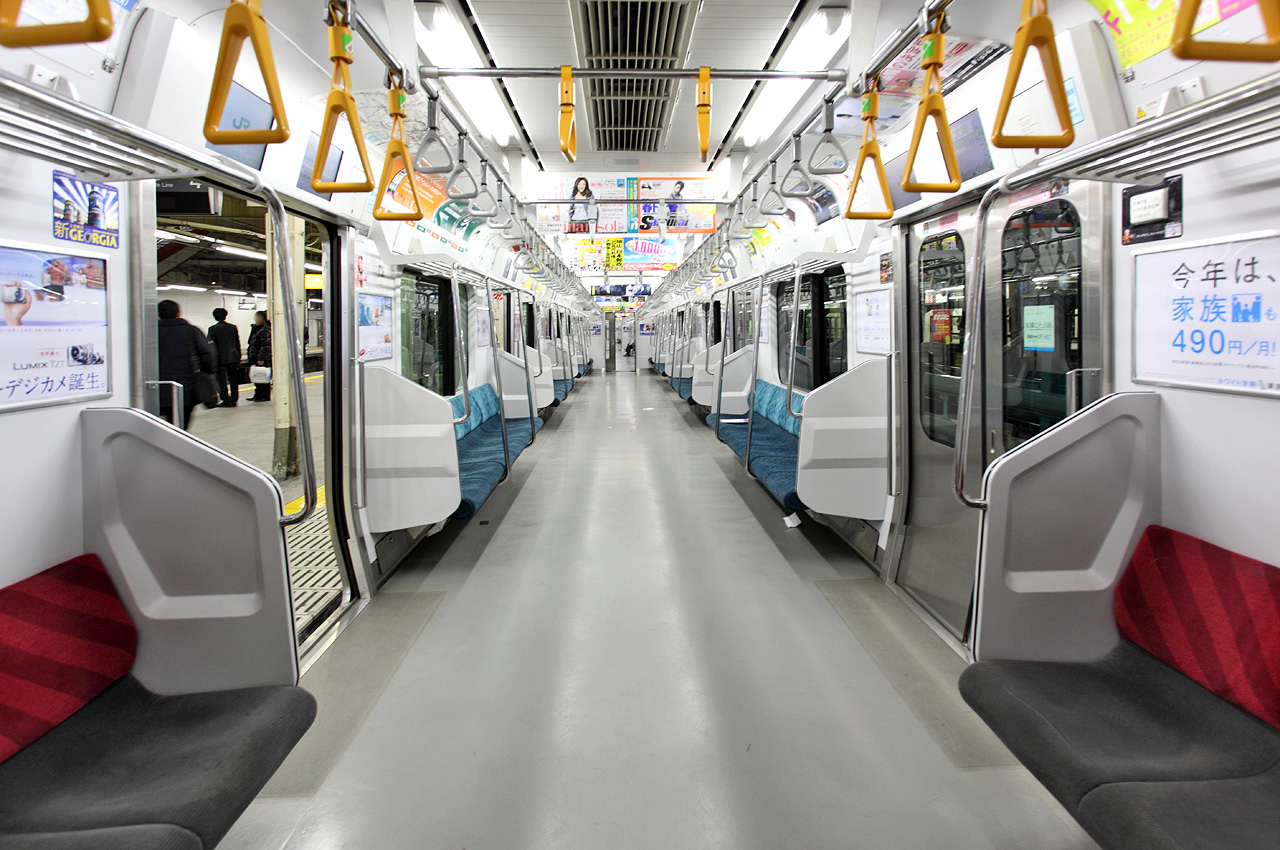
Vue intérieure de la voiture SaHa E231-500
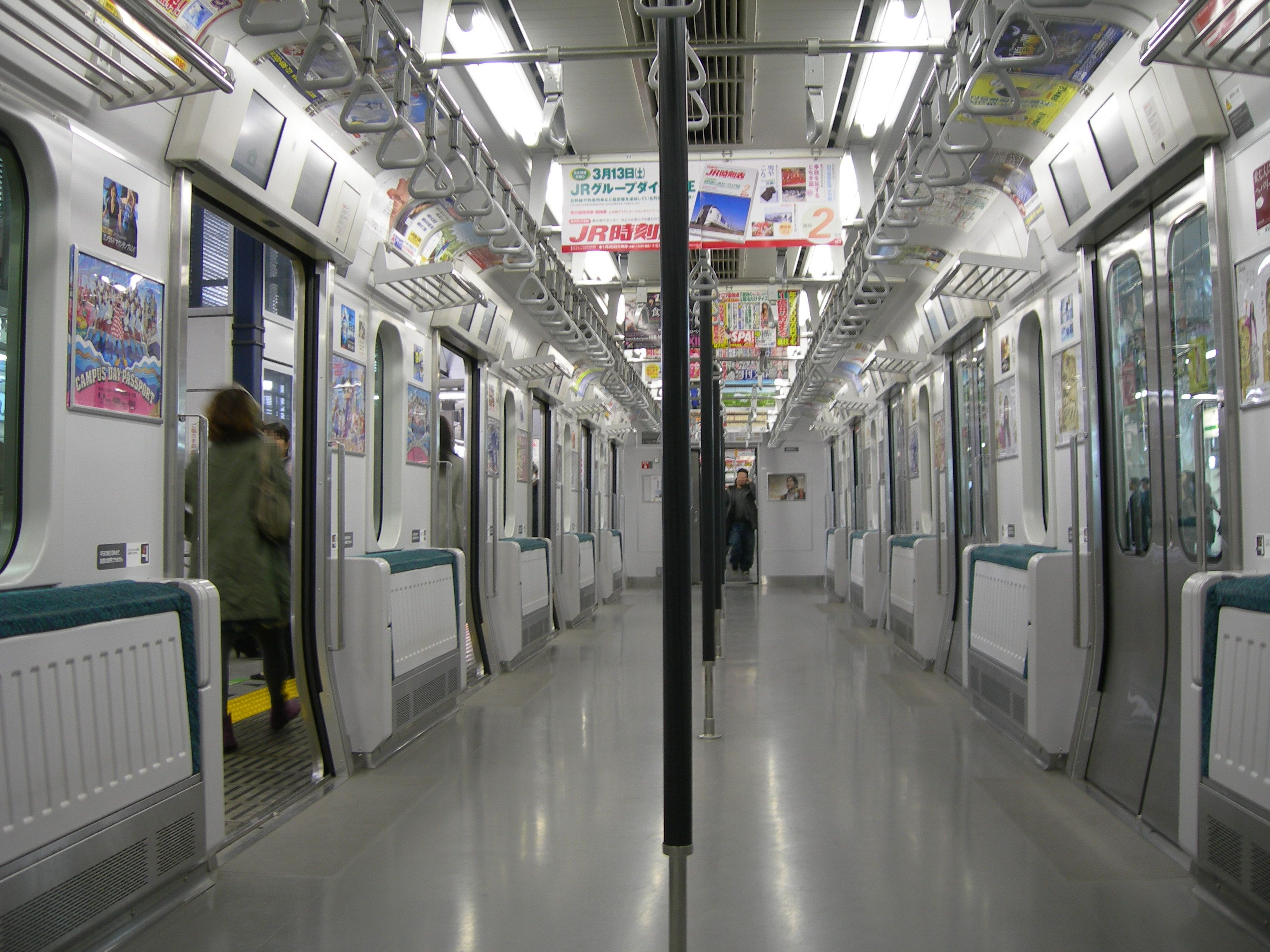
Vue intérieure de la voiture SaHa E230-500 avec des strapontins repliés pour l'heure de pointe
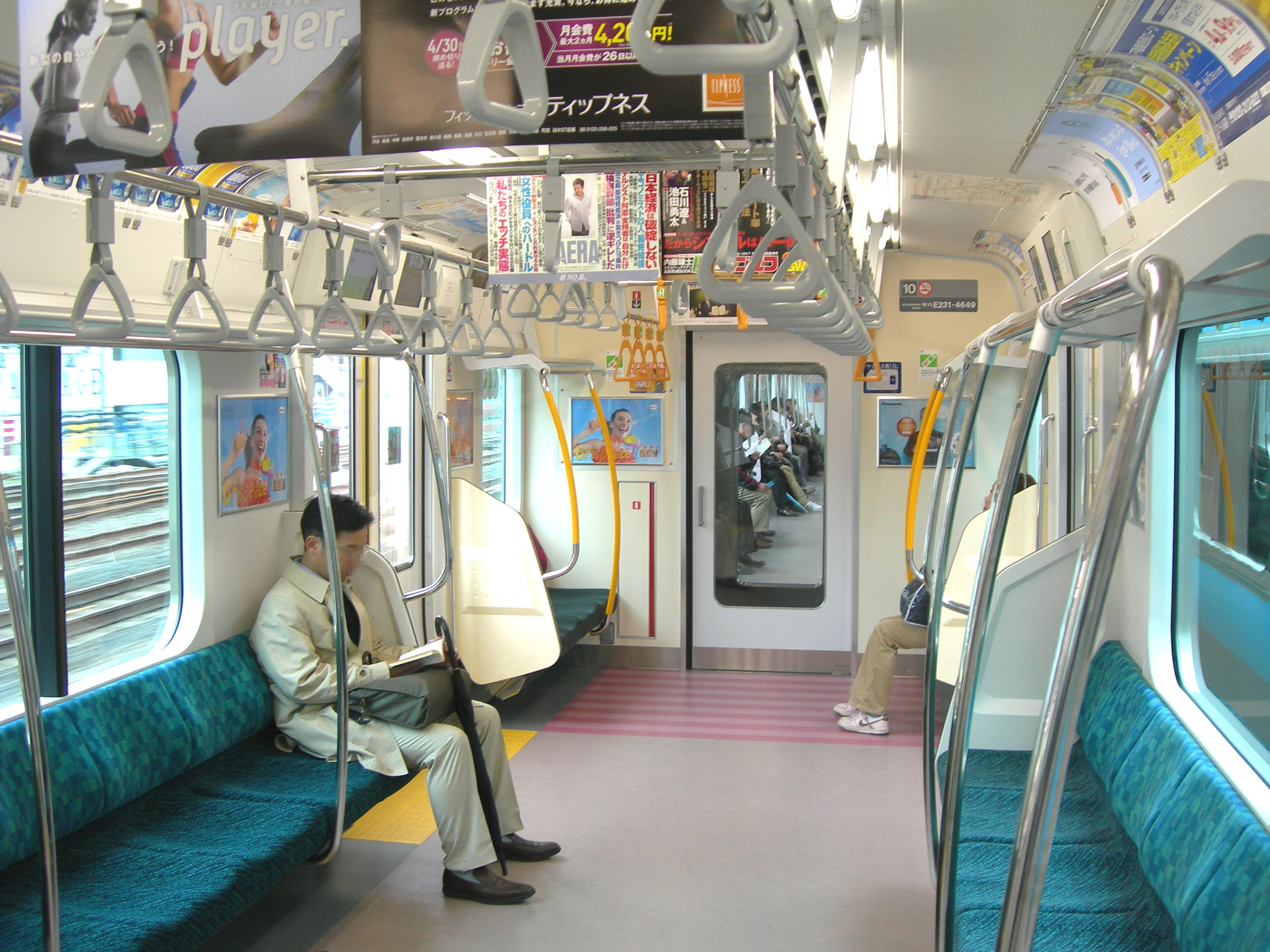
Vue intérieure de la voiture SaHa E231-4600, montrant l'intérieur dérivé de la série E233, en avril 2010
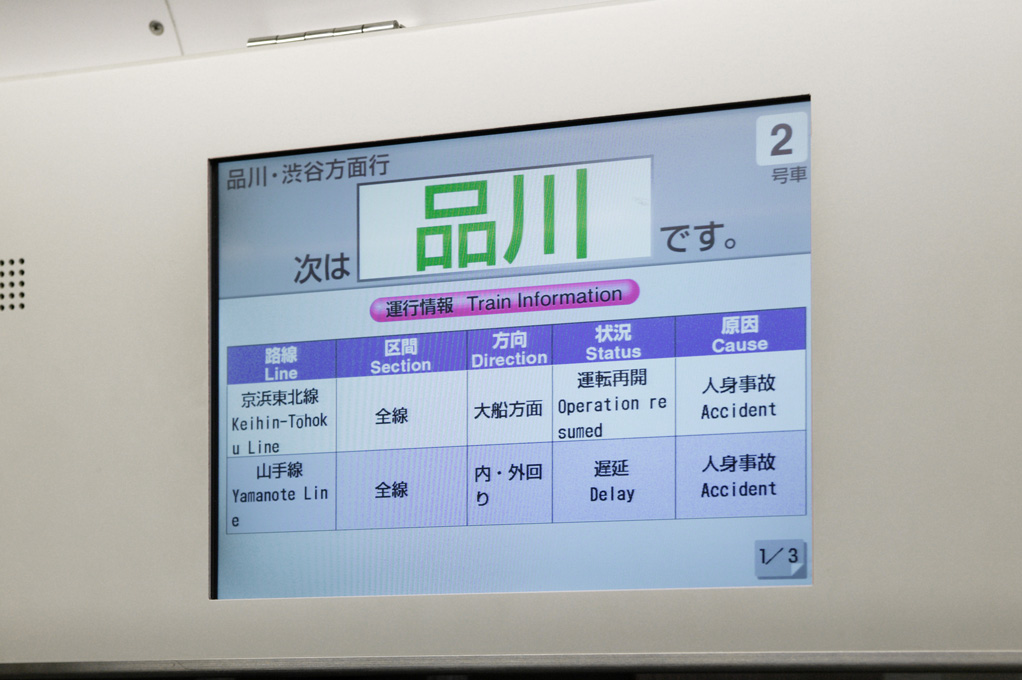
Écran d'information des passagers